# Vitória do Reino Unido
Vitória (nome completo em inglês: Alexandrina Victoria; Londres, 24 de maio de 1819 – East Cowes, 22 de janeiro de 1901) foi Rainha do Reino Unido de 20 de junho de 1837 até sua morte em 1901 e também Imperatriz da Índia a partir de 1876. Seu reinado de 63 anos e 216 dias foi mais longo do que o de todos os monarcas que a antecederam, período esse conhecido como a era Vitoriana. Vitória foi a primeira rainha reinante da Casa de Hanôver, além de ser o último membro desta dinastia. Ela era a única filha do príncipe Eduardo, Duque de Kent e Strathearn, e sua esposa, a princesa Vitória de Saxe-Coburgo. Ela ascendeu ao trono após a morte de seu tio, o rei Guilherme IV.
Eduardo era o quarto filho do rei Jorge III. Tanto o Duque de Kent como o rei morreram em 1820, fazendo com que Vitória fosse criada sob a supervisão da sua mãe germânica. Ela herdou o trono aos dezoito anos, depois de os três tios paternos terem morrido sem descendência legítima. O Reino Unido era já uma monarquia constitucional estabelecida, na qual o soberano tinha relativamente poucos poderes políticos diretos. Em privado, Vitória tentou influenciar o governo e a nomeação de ministros. Em público, tornou-se um ícone nacional e a figura que encarnava o modelo de valores rigorosos e moral pessoal.
Casou-se com o seu primo direto, o príncipe Alberto de Saxe-Coburgo-Gota, em 1840. Os seus nove filhos, e vinte e seis dos seus quarenta e dois netos casaram-se com outros membros da realeza e famílias nobres por todo o continente europeu, unindo-as entre si, o que lhe valeu o apelido de "a avó da Europa". Após a morte de Alberto em 1861, Vitória entrou num período de luto profundo durante o qual evitou aparecer em público. Como resultado do seu isolamento, o republicanismo ganhou força durante algum tempo, mas na segunda metade do seu reinado, a popularidade da rainha voltou a aumentar. Os seus jubileus de ouro e diamante foram muito celebrados pelo público.
O seu reinado de 63 anos e sete meses é o segundo mais longo da história do Reino Unido e ficou conhecido como a Era Vitoriana. Foi um período de mudança industrial, cultural, política, científica e militar no Reino Unido e ficou marcado pela expansão do Império Britânico. Como a última monarca da casa de Hanôver, o seu filho e sucessor, o rei Eduardo VII, pertencia à nova casa de Saxe-Coburgo-Gota, oriunda de seu pai Alberto.

## Antecedentes

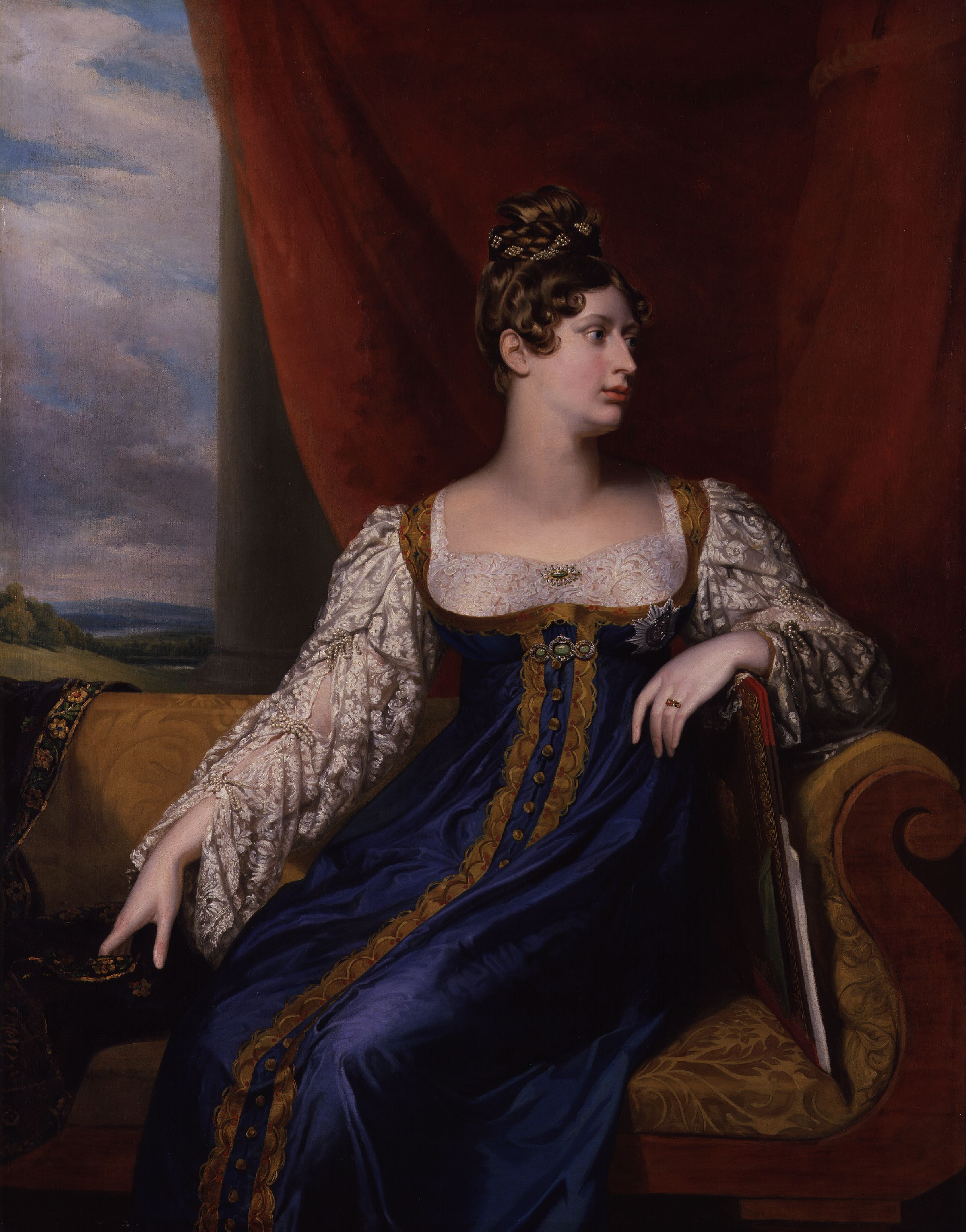
Carlota de Gales.

Em 1817, a princesa Carlota de Gales morreu ao dar à luz um natimorto, causando uma crise de sucessão no Reino Unido. Carlota era a única filha do Príncipe Regente (futuro Jorge IV, filho mais velho de Jorge III, que agia como regente devido à doença do pai) e da esposa renegada, Carolina de Brunsvique. O nascimento fora tido como milagroso visto que alegadamente os pais não tiveram relações sexuais mais de três vezes durante o casamento, daí que o nascimento de um eventual outro filho do príncipe Jorge fosse, no mínimo, improvável.
Assim, a linha direta de sucessão ao trono britânico foi subitamente extinta. Jorge III tinha 12 filhos, mas nenhum neto legítimo que pudesse herdar a coroa. As cinco filhas eram solteiras ou estéreis e nenhum dos filhos era casado, à exceção do segundo, Frederico, Duque de Iorque e Albany, que também não tinha filhos.
Este acontecimento provocou uma "corrida" ao casamento por parte dos príncipes solteiros. O terceiro filho, Guilherme, Duque de Clarence casou com a princesa Adelaide de Saxe-Meiningen. Deste matrimónio resultaram duas filhas, Carlota e Isabel, ambas mortas antes de completarem um ano, e vários abortos espontâneos, o último de gémeos em 1821, depois do qual se tornou óbvio que não teriam mais filhos.
O quarto filho do Jorge III, Eduardo, Duque de Kent e Strathearn casou por sua vez com Vitória de Saxe-Coburgo, viúva do Duque de Leiningen e mãe de dois filhos Carlos, e Feodora, que era também irmã de Leopoldo de Saxe-Coburgo-Gota, viúvo da princesa Carlota Augusta. Deste casamento nasceu em 1819 uma menina, batizada Alexandrina Vitória. Depois das sucessivas mortes das primas Clarence, do pai apenas alguns meses depois e já em 1830 de Jorge IV, Vitória tornou-se herdeira presumível do trono britânico.

## Nascimento e família

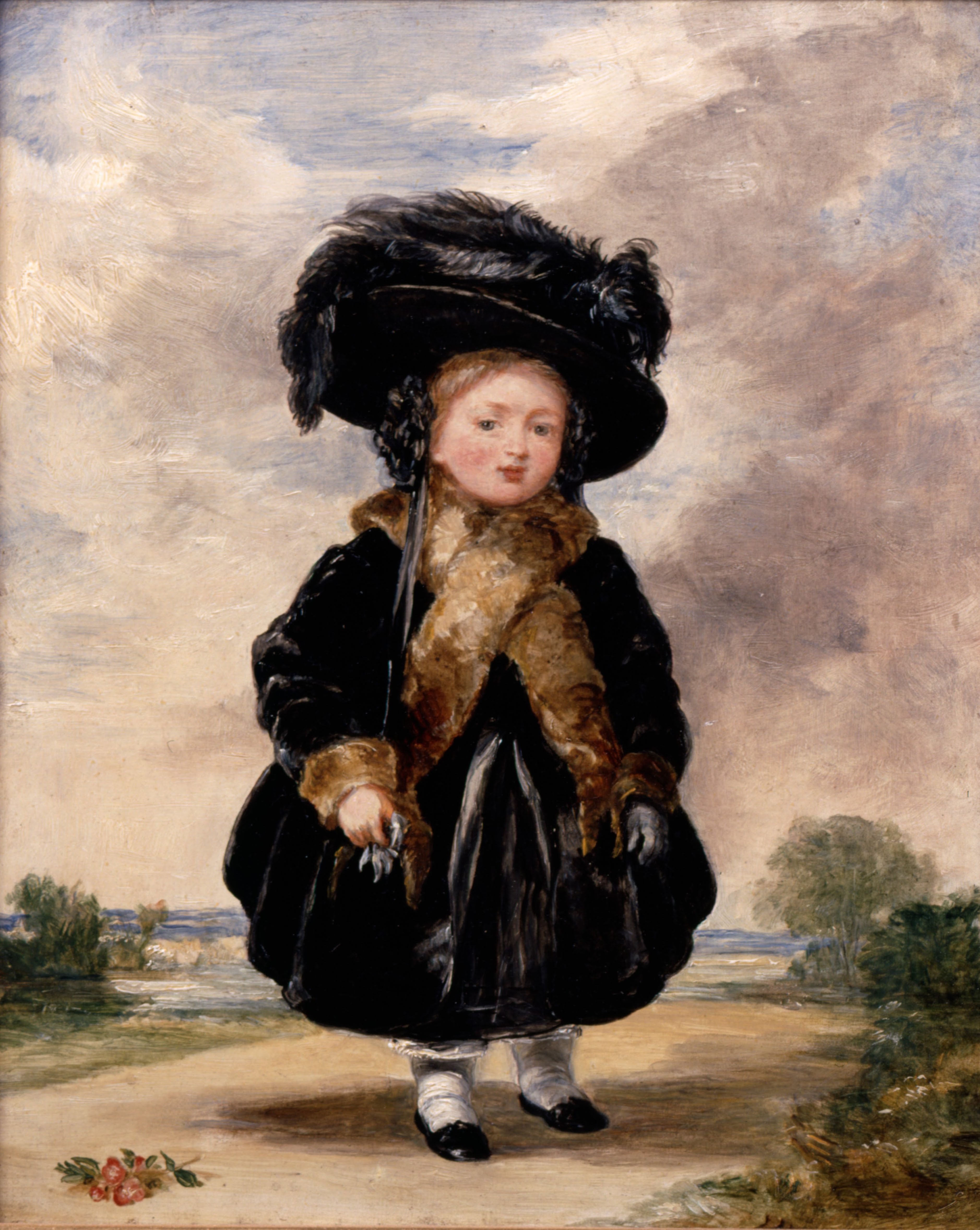
Vitória aos quatro anos de idade.

Em 30 de maio de 1818, teve lugar o casamento dos futuros pais de Vitória, príncipe Eduardo, Duque de Kent e Strathearn e princesa Vitória de Saxe-Coburgo, no Palácio de Ehrenburg, em Coburgo. Para que não houvesse dúvidas sobre a validade deste casamento, foi realizada uma segunda cerimónia, em Inglaterra, no Palácio de Kew, no dia 11 de junho do mesmo ano, no mesmo dia em que o irmão mais velho, o príncipe Guilherme, Duque de Clarence e St. Andrews, se casou com a princesa Adelaide de Saxe-Meiningen.
O pai da futura rainha já estava bastante endividado antes do casamento, mas depois a sua situação económica começou a agravar-se ainda mais. Como Eduardo discordava das visões políticas do seu irmão, Jorge, Príncipe de Gales, este recusou-se a ajudá-lo e, por isso, os pais de Vitória tiveram de deixar a Inglaterra e passaram a viver na Alemanha. Poucas semanas depois, Vitória soube que estava grávida e o duque percebeu imediatamente a importância que tinha o facto de a criança nascer em Inglaterra, por isso, com a ajuda de alguns amigos, conseguiu juntar dinheiro suficiente para a viagem quando a duquesa já estava grávida de sete meses. Chegaram ao seu destino no dia 24 de abril de 1819 e instalaram-se no Palácio de Kensington. Foi aí que a futura rainha Vitória nasceu, um mês depois, no dia 24 de maio, às quatro e um quarto da manhã.
Foi batizada numa cerimónia privada no dia 24 de julho pelo arcebispo da Cantuária, Charles Manners-Sutton, no salão da cúpula no Palácio de Kensington. Os seus padrinhos foram o imperador Alexandre I da Rússia (representado na cerimónia pelo seu tio, o Duque de Iorque), o seu tio o Príncipe de Gales, a sua tia Carlota, Princesa Real (representada pela princesa Augusta) e a avó materna de Vitória, a Duquesa-viúva de Saxe-Coburgo (representada pela princesa Maria, Duquesa de Gloucester e Edimburgo). Os seus pais quiseram chamá-la Vitória Jorgina Alexandrina Carlota Augusta, mas o irmão mais velho do duque, o príncipe-regente, insistiu que três dos nomes desaparecessem. Então acabou por ser batizada apenas de Alexandrina Vitória, em honra de Alexandre e da sua mãe.
Vitória estava no quinto lugar de sucessão ao trono, a seguir ao seu pai e aos seus três irmãos mais velhos. O príncipe-regente estava separado da sua esposa e a esposa do Duque de Iorque, a princesa Frederica Carlota da Prússia, tinha cinquenta e dois anos, por isso não havia muitas possibilidades de os filhos mais velhos do rei terem herdeiros. Ambas as filhas nascidas ao Duque de Clarence (em 1819 e 1820) tinham morrido antes dos dois anos de idade. O avô e o pai de Vitória morreram em 1820, com apenas uma semana de diferença e o Duque de Iorque morreu em 1827. Após a morte do rei Jorge IV em 1830, Vitória tornou-se herdeira presumível do seu tio Guilherme IV do Reino Unido. O Acto de Regência de 1830 incluía uma cláusula especial que tornava a duquesa de Kent, mãe de Vitória, regente caso Guilherme morresse antes de a princesa atingir a maioridade. O rei Guilherme desconfiava da capacidade da duquesa em ser regente e, em 1836, declarou na sua presença que queria viver até ao 18.º aniversário de Vitória para que fosse evitada uma regência.

## Herdeira ao trono

Vitória em 1838.

Mais tarde, Vitória viria a descrever a sua infância como "bastante melancólica". A sua mãe era muito protetora e, por isso, Vitória teve uma educação isolada, longe de outras crianças da sua idade, seguindo o chamado "Sistema Kensington", um conjunto de regras e protocolos elaborados desenvolvido pela Duquesa e o seu mordomo ambicioso e dominador, Sir John Conroy, que, segundo alguns rumores, possivelmente falsos, era amante da Duquesa. O sistema impedia-a de se encontrar com pessoas que a sua mãe e Conroy considerassem indesejáveis (um grupo que incluía grande parte da família do seu pai), e estava direcionado no sentido de a tornar fraca e dependente deles. A Duquesa evitava a corte pois chocava-se com o facto de esta ser frequentada pelos filhos ilegítimos do rei, e talvez para mostrar a moralidade de Vitória insistindo que a sua filha evitasse qualquer forma de indecência sexual. Vitória partilhava o quarto com a sua mãe, estudava com tutores privados seguindo um horário regular e passava as suas horas de lazer a brincar com as suas bonecas e um cãozinho da raça king charles spaniel, chamado Dash. Aprendeu francês, alemão, italiano e latim, mas falava inglês em casa.
Em 1830, a Duquesa de Kent e Conroy levaram Vitória até ao centro de Inglaterra para visitar Malvern Hills, parando em várias aldeias e grandes casas de campo pelo caminho. Em 1832, 1833, 1834 e 1835 foram feitas viagens semelhantes. Para grande irritação do rei Guilherme, Vitória foi recebida com muito entusiasmo em todas as paragens. Guilherme considerou que estas digressões refletiam uma ambição de realeza e temia que as pessoas começassem a ver Vitória como sua rival em vez de a verem como sua herdeira. Vitória não gostava dessas viagens. A ronda constante de aparições públicas deixava-a cansada e doente e tinha pouco tempo para descansar. A princesa acabaria por se opor a elas, argumentando que não agradavam ao Rei, mas a sua mãe ignorou as suas queixas por ciúmes e forçou a filha a continuar. Enquanto estava em Ramsgate, em outubro de 1835, Vitória apanhou uma febre grave, mas Conroy ignorou-a, afirmando que as suas queixas não passavam de fingimentos infantis. Enquanto Vitória estava doente, Conroy e a Duquesa tentaram fazer com que ela nomeasse Conroy como seu secretário privado, mas a Princesa recusou. Enquanto adolescente, Vitória resistiu a muitas tentativas persistentes por parte da sua mãe e Conroy para nomeá-lo para seu funcionário. Quando se tornou rainha, acabou por bani-lo da sua presença, mas Conroy manteve-se na casa da sua mãe.

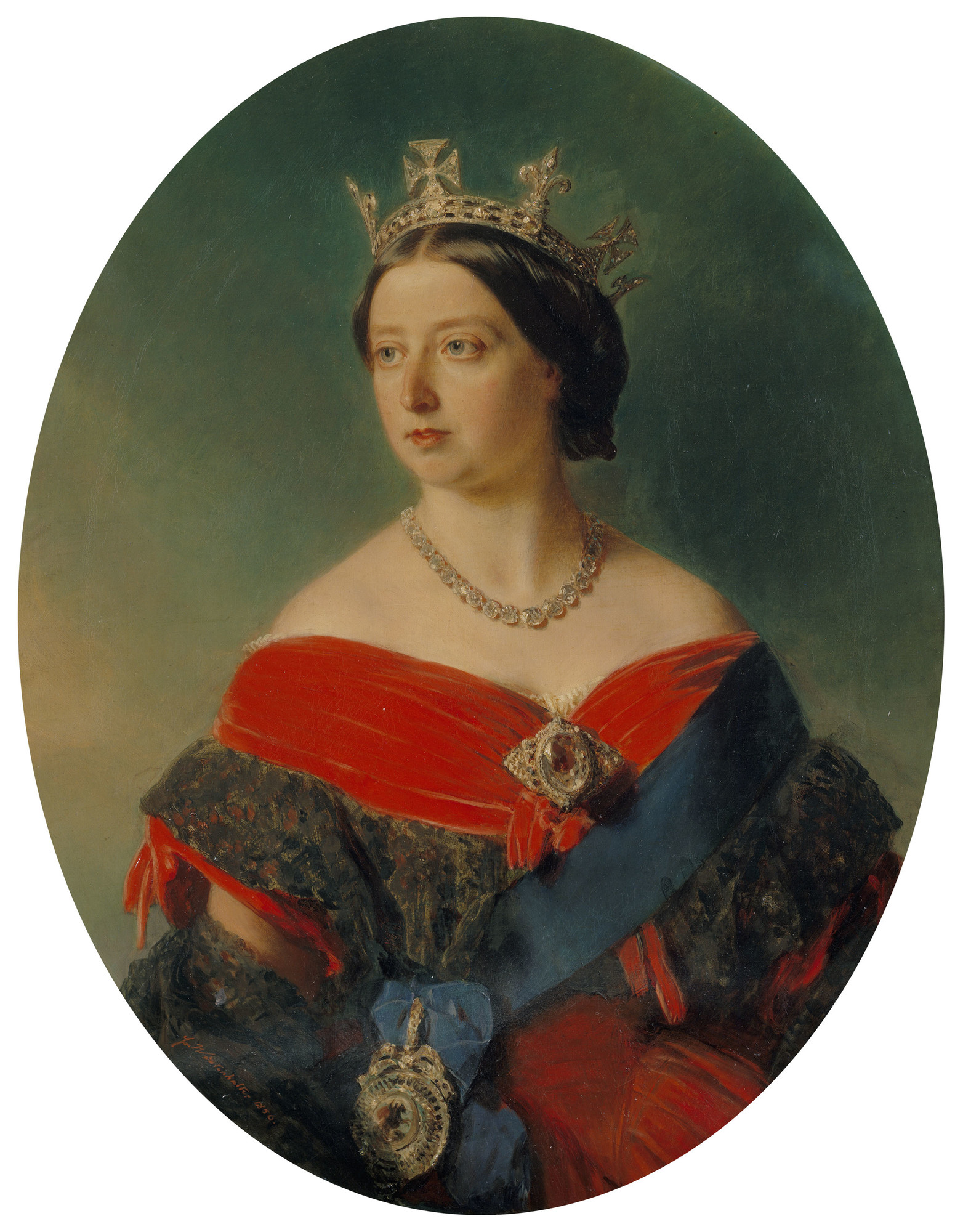
A Rainha Vitória enquanto jovem.

Em 1836, o irmão da Duquesa, Leopoldo, que se tinha tornado rei dos belgas em 1831, começou a fazer planos para casar a sua sobrinha Vitória com o seu sobrinho Alberto de Saxe-Coburgo-Gota. Leopoldo, a mãe de Vitória e o pai de Alberto (o duque Ernesto I de Saxe-Coburgo-Gota) eram irmãos. Leopoldo convenceu a sua irmã a convidar os seus parentes de Coburgo para a visitarem em maio de 1836, com o objetivo de apresentar Vitória a Alberto. Contudo, Guilherme IV não aprovava nenhum tipo de união de membros da sua família com os Coburgos e teria preferido ver a sua sobrinha casada com o príncipe Alexandre dos Países Baixos, segundo filho do príncipe de Orange. Vitória sabia dos vários planos de casamento e dava a sua opinião sobre a parada de príncipes elegíveis que lhe iam sendo apresentados. Segundo o seu diário, Vitória sempre gostou da companhia de Alberto. No fim da visita, escreveu: "[Alberto] é extremamente bonito, o seu cabelo é da mesma cor do meu, os seus olhos são grandes e azuis e tem um lindo nariz e uma boca muito doce com bons dentes. Mas o charme do seu rosto é a sua expressão, que é muito agradável." Por outro lado, achava Alexandre "muito simples".
Vitória escreveu ao seu tio Leopoldo, que sempre considerou o seu "melhor e mais gentil conselheiro", para lhe agradecer pela "expectativa de grande felicidade para a qual contribuiu na pessoa do querido Alberto (...) ele tem todas as qualidades que seriam desejáveis para me deixar perfeitamente feliz. É tão sensível, tão gentil, e tão bom e amoroso. Além do mais tem o exterior mais agradável e encantador que se pode ter." Contudo, aos dezassete anos, apesar de estar interessada em Alberto, Vitória não estava pronta para se casar. Os dois lados não avançaram com um noivado formal, mas assumiram que a união iria acontecer a seu tempo.

## Primeiros anos de reinado

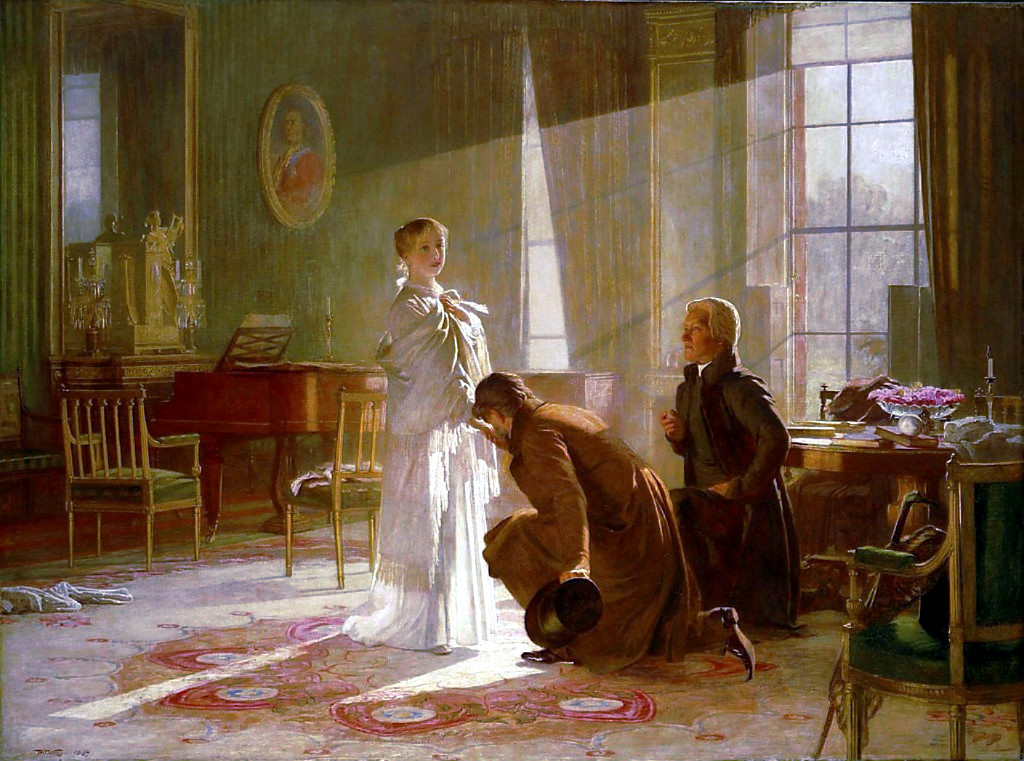
Vitória recebe a notícia da sua ascensão ao trono.

Vitória fez dezoito anos a 24 de maio de 1837, evitando-se assim uma regência. No dia 20 de junho de 1837, Guilherme IV morreu aos 71 anos de idade e Vitória tornou-se rainha do Reino Unido. No seu diário escreveu: 
"A mamã acordou-me às seis da manhã e disse-me que o Arcebispo da Cantuária e Lorde Conyngham estavam aqui e queriam ver-me. Saí da cama e fui até à minha salinha-de-espera (vestida só com a minha camisa de dormir), sozinha, e vi-os. Lorde Conyngham informou-me depois que o meu pobre tio, o rei, já não existia, e tinha dado o seu último fôlego doze minutos depois das duas da manhã e, assim, sou rainha". 
Documentos oficiais do seu primeiro dia de reinado referiram-se a ela como Alexandrina Vitória, mas o primeiro nome foi retirado a pedido da rainha e não voltou a ser usado.
Desde 1714 que o soberano da Grã-Bretanha tinha também partilhado o trono com o reino de Hanôver, na Alemanha, mas como este tinha em vigor uma lei sálica que impedia a sucessão de mulheres ao trono, Vitória não o pôde herdar, passando para o irmão mais novo do seu pai, o seu tio malvisto, o Duque de Cumberland e Teviotdale, que se tornou no rei Ernesto Augusto I. Foi também ele o seu herdeiro presumível até ela se casar e ter um filho.

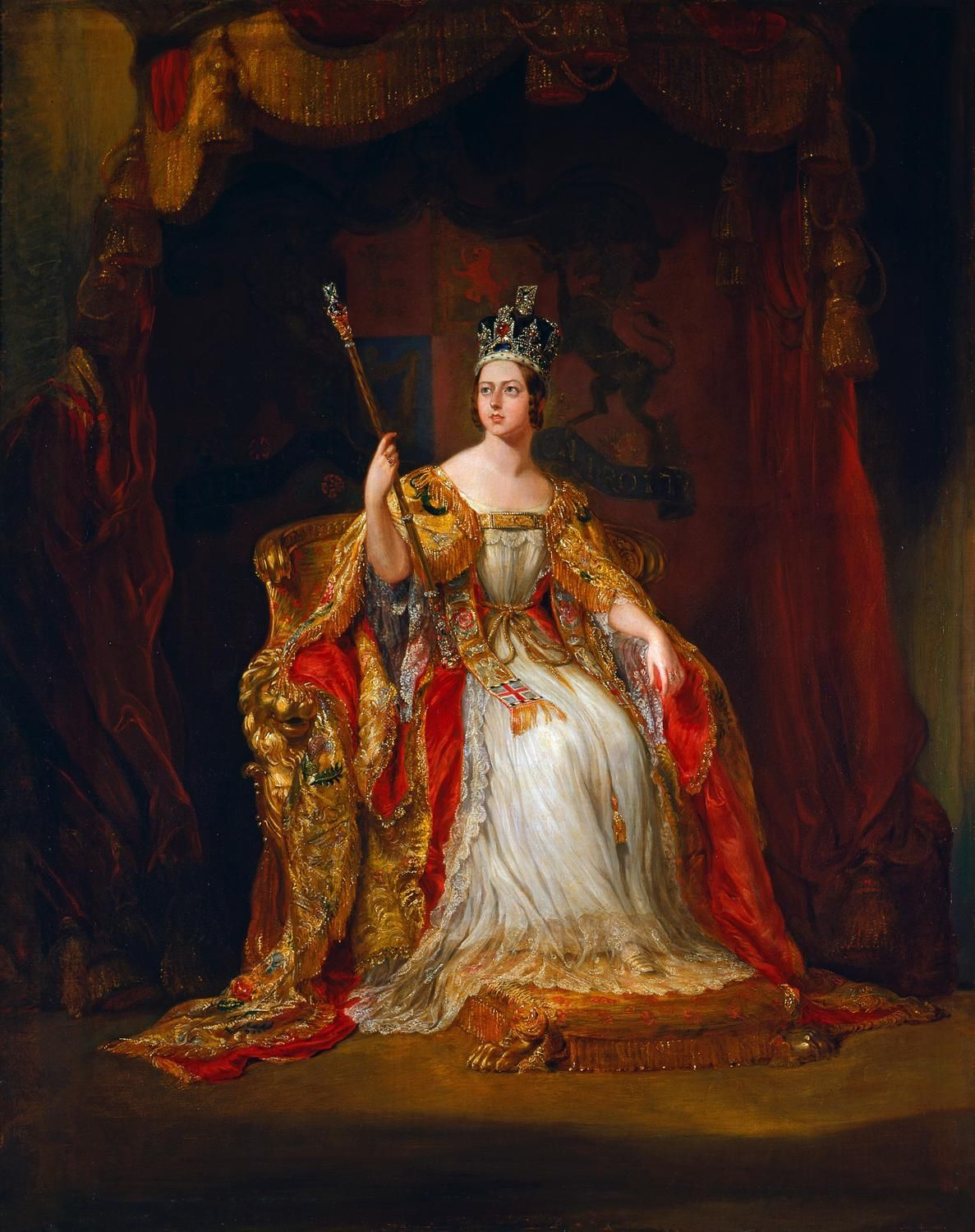
Vitória na sua coroação.

Na altura em que sucedeu ao trono, o governo era liderado por um primeiro-ministro liberal, Lorde Melbourne, que se tornou numa forte influência para Vitória que não tinha experiência política e contava com ele para pedir conselhos. Charles Greville achava que o viúvo Melbourne, que nunca tinha tido filhos, "gostava muito dela, como gostaria de uma filha se tivesse tido alguma", e é provável que Vitória também o visse como uma figura paternal. A sua coroação aconteceu no dia 28 de junho de 1838 e Vitória tornou-se na primeira soberana a residir no Palácio de Buckingham. Herdou as propriedades dos ducados de Lencastre e Cornualha e passou a receber 385 mil libras por ano. Sendo financeiramente prudente, conseguiu pagar as dívidas de seu pai.
No início do seu reinado, Vitória foi popular, mas a sua reputação sofreu um duro golpe durante uma intriga da corte em 1839 quando a barriga de uma das damas-de-companhia da sua mãe, Lady Flora Hastings, começou a crescer anormalmente, causando rumores de que esta tinha engravidado, fora do casamento, de Sir John Conroy. Vitória acreditou nos rumores. Odiava Conroy e desprezava "aquela odiosa Lady Flora", uma vez que esta tinha conspirado com Conroy e a Duquesa de Kent no sistema Kensington. A princípio, Lady Flora recusou submeter-se a um exame médico nua, mas em meados de fevereiro finalmente cedeu e descobriu-se que ela ainda era virgem. Conroy, a família Hastings e os conservadores organizaram uma campanha na imprensa afirmando que a rainha tinha ajudado a espalhar rumores falsos sobre Lady Flora. Quando Lady Flora morreu em julho, a autópsia revelou que ela tinha um grande tumor no fígado que causou o crescimento da barriga. Em aparições públicas, Vitória era assobiada e chamada de "Sra. Melbourne".
Em 1839, Melbourne demitiu-se quando os radicais e os conservadores (Vitória odiava ambos os partidos) votaram contra uma lei que suspendia a constituição da Jamaica. A lei retirava poder político aos donos de plantações que estavam a resistir à abolição da escravatura. A rainha deu ordens a um conservador, Sir Robert Peel, para formar um novo governo. Nessa altura era normal o primeiro-ministro nomear membros da casa real, que eram normalmente os seus aliados políticos e patrocinadores. Muitas das damas-de-quarto da rainha eram esposas de liberais e Peel esperava conseguir substitui-las por esposas de conservadores. Durante aquela que ficou conhecida como a crise do quarto, Vitória, aconselhada por Melbourne, foi contra a sua substituição. Peel recusou-se a governar com as restrições impostas pela Rainha e acabou por se demitir, deixado que Melbourne voltasse ao seu antigo cargo.

## Casamento

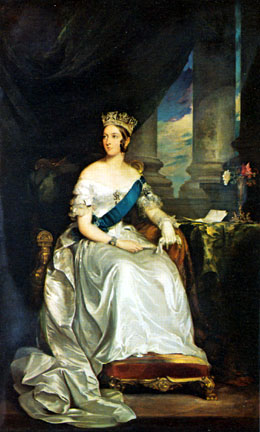
Vitória por Sir Francis Grant.

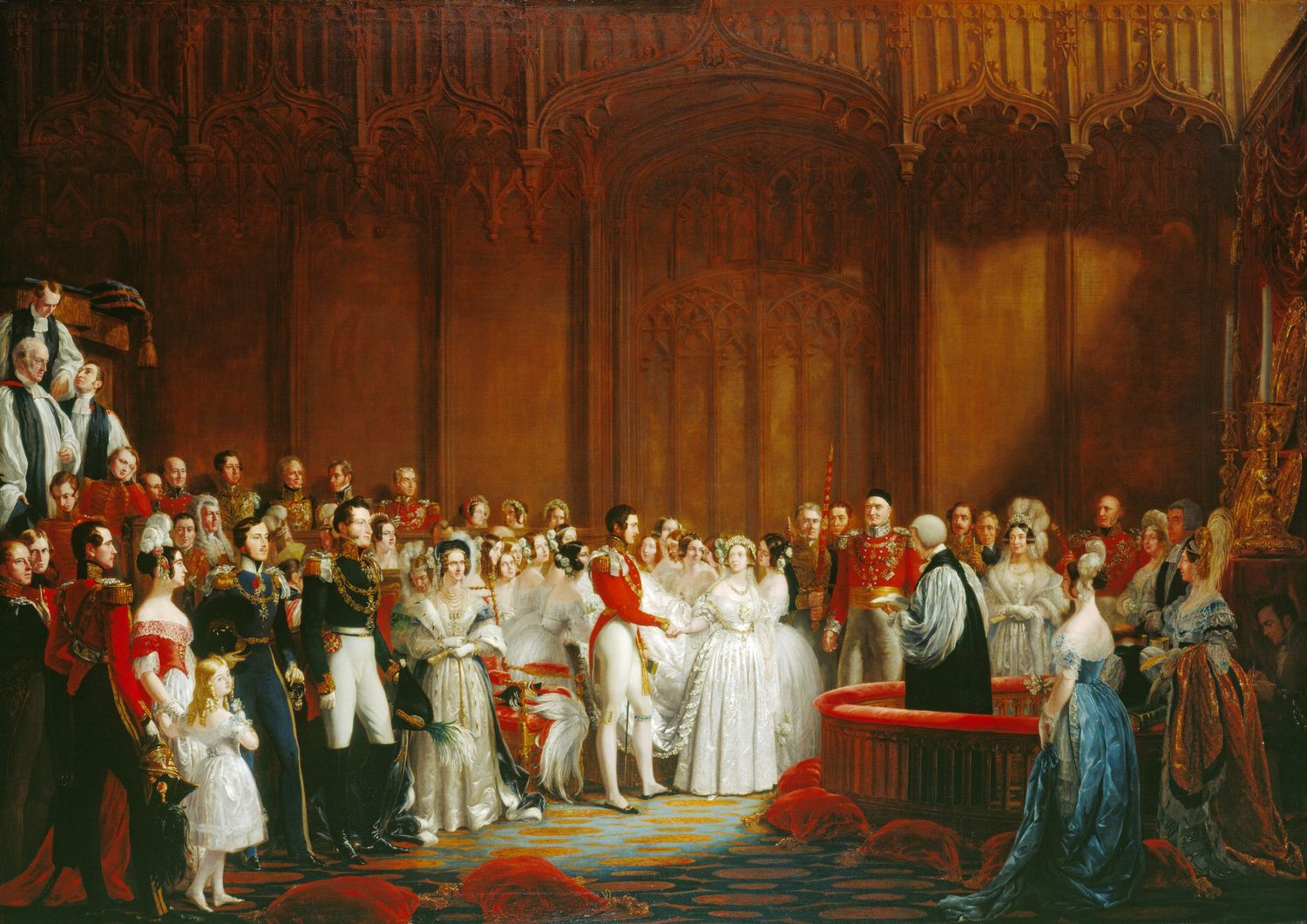
Casamento da rainha Vitória com o príncipe Alberto.

Apesar de ser rainha, pelo facto de ser solteira Vitória tinha de continuar a viver com a sua mãe, com quem não se dava bem por causa do sistema Kensington e da sua dependência contínua em Conroy. A sua mãe vivia em aposentos afastados no Palácio de Buckingham e Vitória recusava-se a vê-la muitas vezes. Quando a rainha se queixou a Melbourne, dizendo-lhe que a proximidade da mãe lhe tinha causado "tormento durante muitos anos", o primeiro-ministro simpatizou com ela, mas disse que tal podia ser evitado com um casamento, algo a que Vitória chamou de "uma alternativa chocante". Estava interessada na educação que Alberto estava a receber para o preparar para o seu futuro papel como seu marido, mas resistiu a apressar o casamento.
Vitória continuou a elogiar Alberto após a sua segunda visita à Inglaterra em outubro de 1839. Alberto e Vitória gostavam um do outro e a rainha pediu-o em casamento no dia 15 de outubro de 1839, apenas cinco dias depois da sua chegada a Windsor. Casaram-se a 10 de Fevereiro de 1840, na Capela Real do Palácio de St. James, em Londres. Vitória estava completamente apaixonada. Passou a primeira noite de casamento de cama com uma dor de cabeça, mas escreveu no seu diário:
"NUNCA, NUNCA passei uma noite assim!!! O MEU QUERIDO, QUERIDO, QUERIDO Alberto (...) o seu grande amor e afecto fizeram-me sentir num paraíso de amor e felicidade que nunca pensei alguma vez sentir! Segurou-me nos seus braços e beijamo-nos uma e outra e outra vez! A sua beleza, a sua doçura e gentileza - como posso agradecer vezes suficientes ter um marido assim! (...) ser chamada por nomes ternurentos, que nunca me chamaram antes - foi uma bênção inacreditável! Oh! Este foi o dia mais feliz da minha vida!"
Alberto tornou-se um conselheiro político importante, bem como o companheiro da rainha, substituindo Lorde Melbourne como a figura dominante e influente na primeira metade da sua vida. A mãe de Vitória foi despejada do palácio e enviada para Ingestre House em Belgrave Square. Após a morte da princesa Augusta em 1840, a mãe de Vitória recebeu as casas de Clarence e Frogmore. Com a ajuda de Alberto, a relação entre mãe e filha começou a melhorar aos poucos.
Durante a primeira gravidez de Vitória em 1840, nos primeiros meses de casamento, Edward Oxford, então com dezoito anos, tentou assassiná-la quando estava numa carruagem com o príncipe Alberto a caminho da casa da mãe. Oxford disparou duas vezes, mas ambas as balas falharam o alvo. Foi julgado por alta traição e considerado culpado, mas foi depois libertado por se considerar que estava louco. Depois do incidente, a popularidade de Vitória aumentou, fazendo com que a crise do quarto fosse esquecida. A sua primeira filha, que também recebeu o nome Vitória, nasceu no dia 21 de novembro de 1840. A rainha detestava estar grávida, achava que a amamentação era repugnante, e achava que os recém-nascidos eram feios. Mesmo assim ainda viria a ter mais oito filhos com Alberto.
A casa de Vitória era maioritariamente governada por aquela que tinha sido a sua governanta durante a sua infância, a baronesa Louise Lehzen. Lehzen tinha tido uma grande influência em Vitória, e tinha-a apoiado contra o sistema Kensington. Contudo, Alberto achava que Lehzen era incompetente e que o seu desgoverno ameaçava a saúde da sua filha. Após uma zanga entre Vitória e Alberto por causa deste assunto, Lehzen foi reformada e a sua relação próxima com Vitória acabou.

### Hemofilia
Um dos filhos de Vitória, o segundo mais novo, Leopoldo, foi o primeiro descendente de Vitória a sofrer de hemofilia B e duas das suas cinco filhas, Alice e Beatriz, descobriram, depois de ter filhos, que eram portadoras do gene defeituoso. Os descendentes reais que sofriam da doença incluíam os seus bisnetos, o czarevich Alexei da Rússia, Afonso, Príncipe das Astúrias, e o infante Gonçalo de Espanha. A presença da doença nos descentes da rainha, mas não nos seus antepassados, levou a especulações nos dias de hoje, afirmando que o verdadeiro pai de Vitória não era o Duque de Kent, mas sim um hemofílico. Não existe nenhuma prova documentada sobre a presença de hemofílicos na família da mãe de Vitória e como os homens apenas sofrem a doença, mas não a podem transmitir, essa teoria foi desvalorizada. É mais provável que tenha havido uma mutação espontânea, visto que o pai de Vitória era já bastante velho quando a concebeu e a hemofilia aparece mais frequentemente em crianças nascidas de pais mais velhos. Cerca de 30% dos casos de hemofilia aparecem por mutações espontâneas.

## 1842-1860

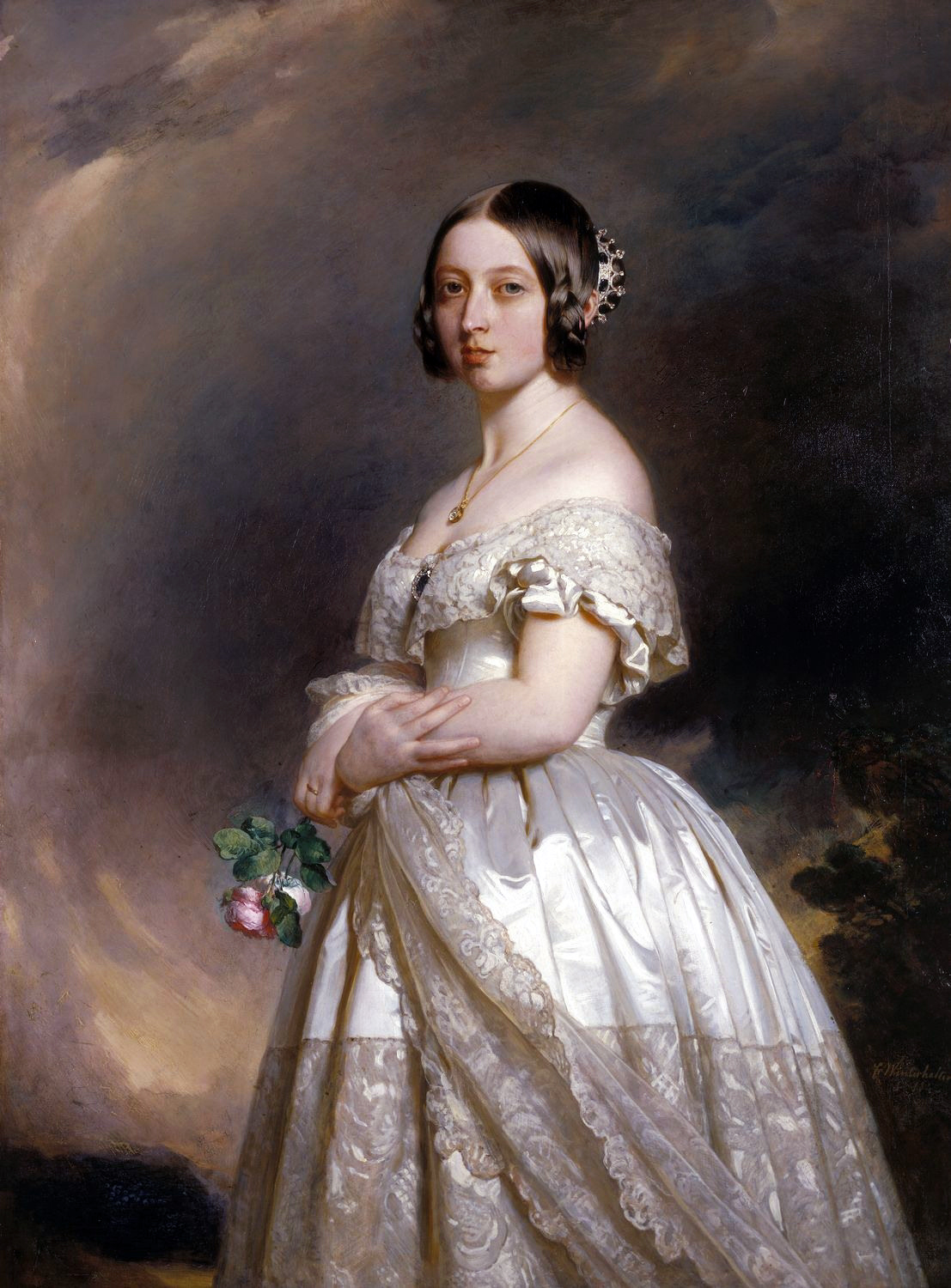
Vitória em 1842.

No dia 29 de maio de 1842 Vitória estava a andar de carruagem na zona de The Mall, em Londres, quando John Francis lhe apontou uma pistola, mas não disparou. No dia seguinte, Vitória foi pelo mesmo caminho, mas mais depressa e com mais segurança numa tentativa premeditada de provocar Francis a tentar disparar novamente e, assim, ser apanhado em flagrante. Tal como era esperado, Francis disparou, mas foi travado por um policial vestido à paisana e condenado por alta traição. Em 3 de julho, dois dias depois da sentença de morte de Francis ser mudada para transporte para uma das colónias inglesas para o resto da vida, outro homem, John William Bean, também apontou uma pistola à rainha, mas esta estava apenas carregada com papel e tabaco. Oxford achou que essas tentativas tinham sido inspiradas pela sua experiência em 1840. Bean foi condenado a dezoito meses de prisão. Em 1849 houve um ataque semelhante, dessa vez executado pelo irlandês William Hamilton que disparou uma pistola carregada com pólvora contra a carruagem de Vitória quando esta passava por Constitution Hill, em Londres. Em 1850 a rainha chegou mesmo a ser ferida quando foi atacada por Robert Pate, um antigo oficial do exército, possivelmente louco. Enquanto Vitória estava a andar de carruagem, Pate atingiu-a com a sua bengala, destruindo-lhe o chapéu e deixando-lhe negras na cara. Tanto Hamilton como Pate foram condenados a um transporte de sete anos para as colónias.
O apoio que Melbourne tinha no parlamento enfraqueceu ao longo dos anos do reinado de Vitória e, nas eleições de 1841, os liberais saíram derrotados. Robert Peel tornou-se primeiro-ministro e as damas-de-quarto que estavam associadas a liberais foram substituídas.
Em 1845 a Irlanda sofreu uma praga nas plantações de batatas. Nos quatro anos que se seguiram, mais de um milhão de irlandeses morreram e outro milhão emigrou num período que ficou conhecido como "A Grande Fome". Na Irlanda, Vitória passou a ser chamada de "Rainha da Fome". Vitória doou £ 2 000 para ajudar a aliviar a fome, uma quantia superior a qualquer outra doação feita na época por um só indivíduo, e também apoiou o empréstimo Maynooth a um seminário católico na Irlanda, apesar da oposição por parte dos protestantes. A história de que ela teria dado apenas £ 5 para ajudar os irlandeses e de que no mesmo dia tinha dado a mesma quantia a um abrigo para cães foi um mito que se gerou no final do século XIX.

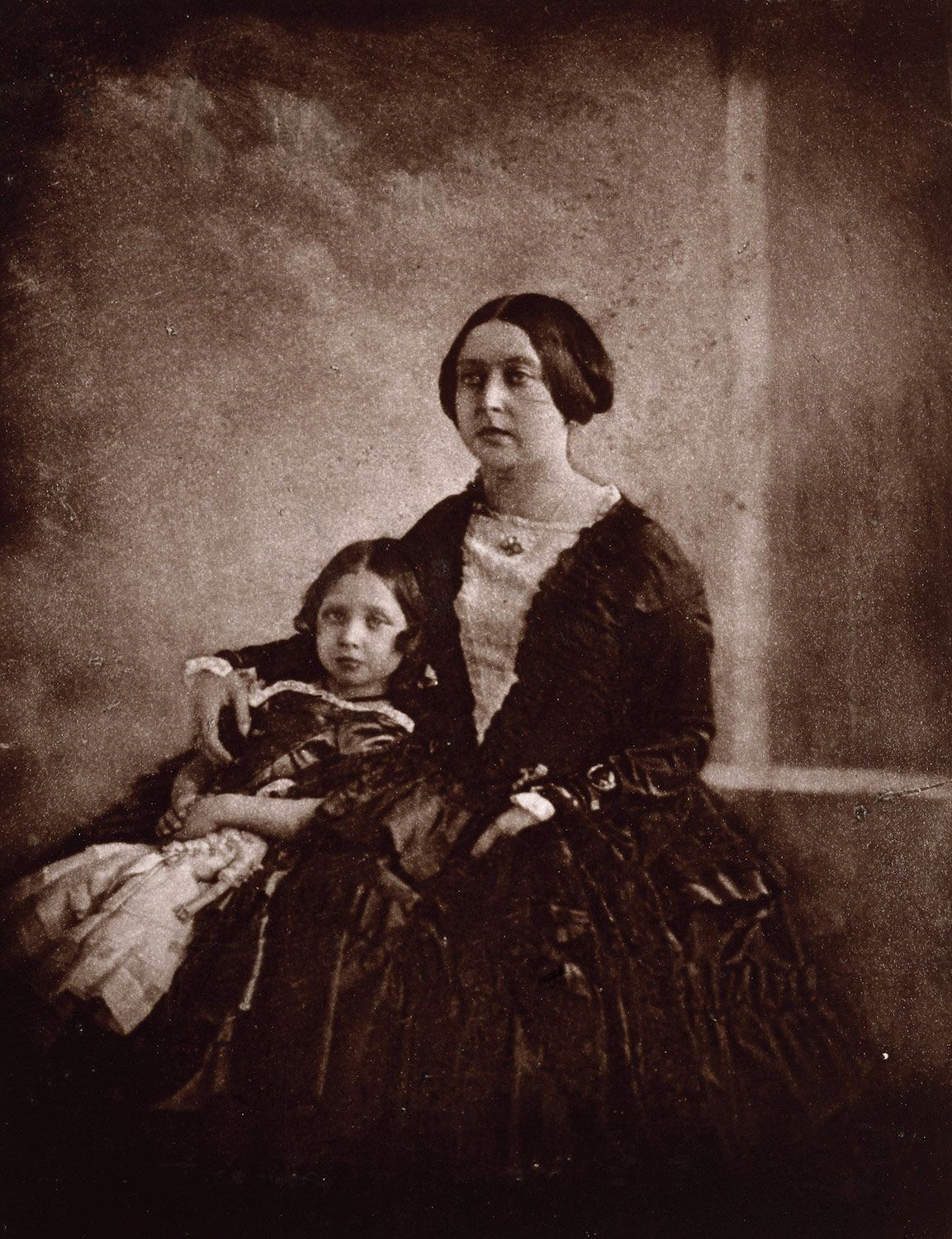
A primeira fotografia conhecida da rainha Vitória, tirada em 1844 com a sua filha mais velha.

Em 1846, o governo de Peel enfrentou uma crise que envolvia a revogação das leis dos grãos. Muitos conservadores opuseram-se à revogação, mas Peel e outros conservadores, a maioria dos liberais e a rainha apoiaram-na. Peel demitiu-se em 1846, após a revogação ter passado com maioria absoluta e foi substituído por Lorde John Russell.
A nível internacional, Vitória centrou as suas atenções na melhoria das relações entre a França e o Reino Unido. Visitou e recebeu muitas vezes a família real francesa, os Orleães, alguns dos quais eram parentes dos Coburgos por casamento. Em 1843 e 1845, Vitória e Alberto ficaram no Castelo d'Eu com o rei Luís Filipe I. Vitória foi a primeira monarca britânica a visitar um monarca francês desde o encontro no campo do pano de ouro em 1520. Quando Luís Filipe retribuiu a visita em 1844, tornou-se no primeiro soberano francês a visitar um soberano britânico. Luís Filipe foi deposto pelas revoluções de 1848 e foi para o exílio em Inglaterra. No ponto mais alto da vaga revolucionária no Reino Unido em abril de 1848, Vitória e a família trocaram Londres pela segurança de Osborne House, uma propriedade privada na Ilha de Wight que a rainha tinha comprado em 1845 e renovado. As manifestações por parte dos cartistas e dos nacionalistas irlandeses não conseguiram encontrar apoio a nível nacional e as perturbações morreram sem grandes problemas. A primeira visita da rainha à Irlanda em 1849 foi um sucesso, mas não teve nenhum impacto duradouro no crescimento do nacionalismo irlandês.
O governo de Russell, apesar de ser liberal, não agradava à rainha. Ofendia-se particularmente com o secretário dos assuntos estrangeiros, Lorde Palmerston, que agia muitas vezes sem consultar o governo, o primeiro-ministro ou a rainha. Vitória queixou-se a Russel de que Palmerston tinha enviado despachos oficiais para líderes estrangeiros sem o seu conhecimento, mas Palmerston ficou com o seu posto e continuou a agir por sua própria iniciativa, apesar das repetidas chamadas de atenção da rainha. Só viria a ser despedido em 1851, quando anunciou que o governo britânico apoiava o golpe de estado do presidente Luís-Napoleão Bonaparte na França sem consultar o primeiro-ministro. No ano seguinte, Bonaparte foi declarado Imperador Napoleão III, numa altura em que a administração de Russell tinha já sido substituída pelo governo minoritário de curta duração liderado por Lorde Derby.
Em 1853, Vitória deu à luz o seu oitavo filho, Leopoldo, com a ajuda de um novo anestésico, o clorofórmio. Vitória ficou tão impressionada com o alívio que lhe deu da dor do parto que o voltou a usar em 1857, na altura do nascimento da sua última filha, Beatriz, apesar de membros do clero se terem oposto por considerarem que ia contra os ensinamentos da bíblia, assim como membros da classe médica que achavam o medicamento perigoso. Vitória pode ter sofrido de depressão pós-parto depois de muitas das suas gravidezes. Existem cartas escritas por Alberto para Vitória onde este se queixava da sua falta de autocontrolo. Por exemplo, cerca de um mês depois do nascimento de Leopoldo, Alberto queixou-se numa carta sobre a sua "histeria contínua" por causa de "um assunto sem importância".

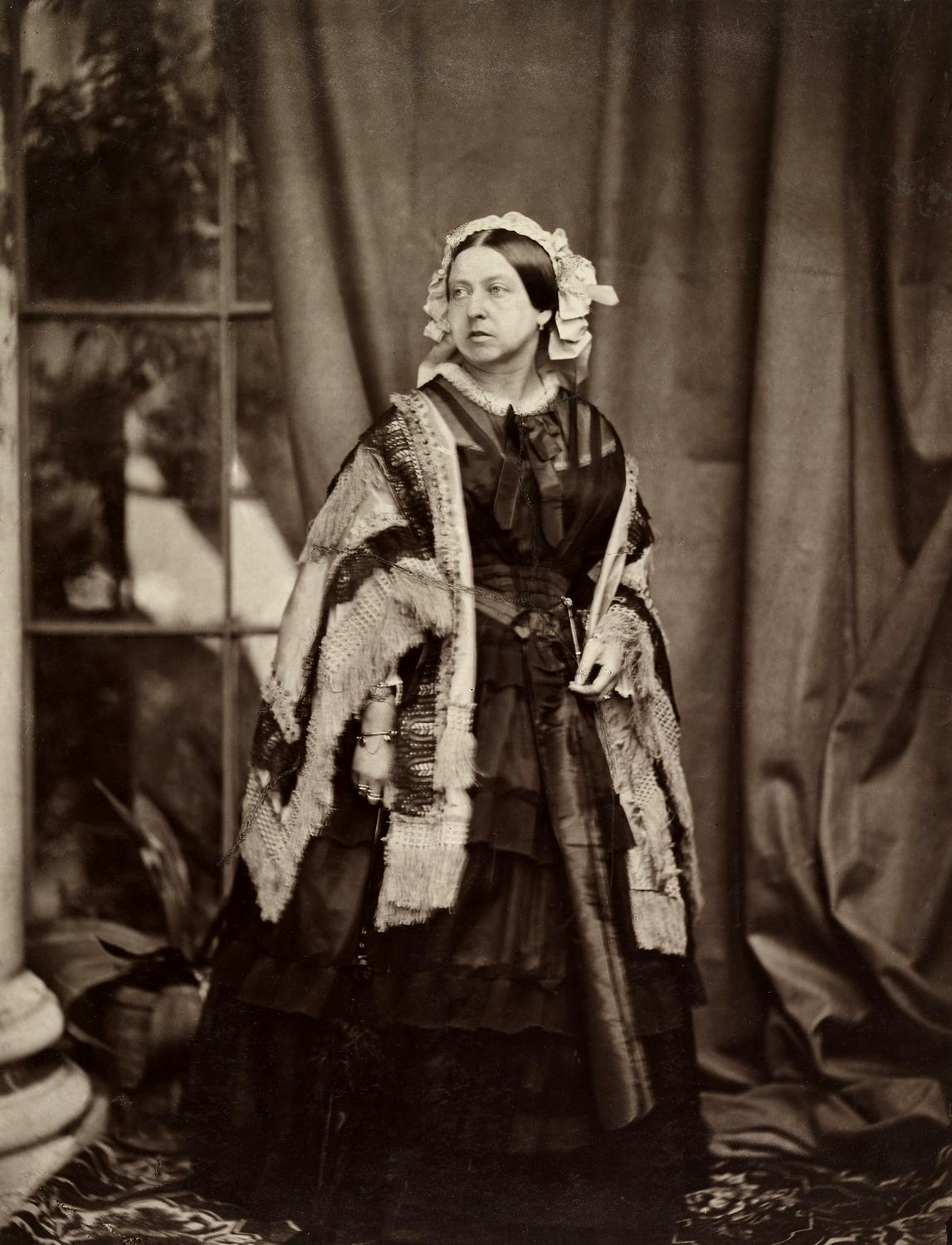
Vitória em 1860.

No inicio de 1855 o governo de Lorde Aberdeen, que tinha substituído o de Derby, foi criticado devido ao mau uso de tropas britânicas durante a Guerra da Crimeia e caiu. Vitória falou com Derby e Russell no sentido de formar um novo governo, mas nenhum dos dois teve apoio suficiente e Vitória foi forçada a nomear Palmerston como o seu novo primeiro-ministro.
Napoleão III, que desde a Guerra da Crimeia se tinha tornado no maior aliado britânico, visitou Londres em abril de 1855 e, de 17 a 28 de agosto do mesmo ano, Vitória e Alberto retribuíram a visita. Napoleão encontrou-se com o casal em Dunquerque e acompanhou-os até Paris. Visitaram a Exposição Universal (uma sucessora da Grande Exposição organizada pelo príncipe Alberto em Londres em 1851) e a sepultura de Napoleão I em Les Invalides (na qual os seus restos mortais só tinham sido restituídos em 1840), e foram os convidados de honra de um baile com mil e duzentos convidados no Palácio de Versalhes.
No dia 14 de janeiro de 1858 um refugiado italiano que vivia na Grã-Bretanha tentou assassinar Napoleão III com uma bomba feita em Inglaterra. Isto causou uma crise diplomática que desestabilizou o governo e fez com que Palmerston se demitisse. Derby regressou a este posto. Vitória e Alberto estiveram presentes na abertura de uma nova base no porto militar francês de Cherbourg no dia 5 de agosto de 1858, numa tentativa por parte de Napoleão III de assegurar à Grã-Bretanha que as suas preparações militares estavam direcionadas para outro lugar. Quando regressou a Inglaterra, Vitória escreveu a Derby, reprimindo-o pelo fraco estado da marinha real em comparação com a francesa.
Onze dias depois da tentativa de assassinato em França, a filha mais velha de Vitória casou-se com o príncipe Frederico Guilherme da Prússia em Londres. Os dois eram noivos desde 1855, quando a princesa real Vitória tinha apenas catorze anos. O casamento foi atrasado pela rainha e pelo príncipe Alberto até a noiva completar dezassete anos. A rainha e o príncipe Alberto esperavam que a sua filha e genro fossem responsáveis pela liberalização do crescente reino prussiano. Vitória sentiu "o coração doente" por ver a sua filha deixar Inglaterra para passar a viver na Alemanha. "Faz-me arrepiar", escreveu ela à filha numa das suas frequentes cartas, "quando olho para todas as tuas doces, felizes e inocentes irmãs e penso que vou ter de as deixar também - uma à uma". Quase um ano depois, a princesa Vitória deu à luz o primeiro neto da rainha Vitória, o futuro kaiser Guilherme II da Alemanha.

## Viuvez de Vitória

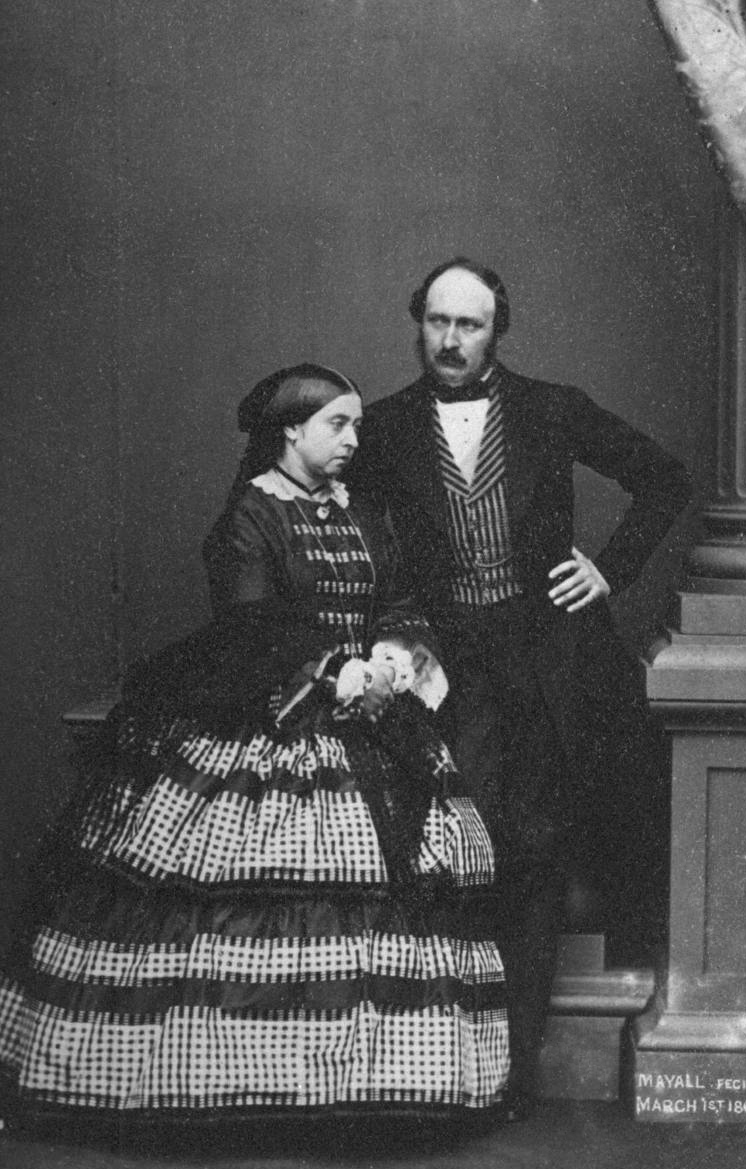
Vitória e Alberto em 1861, poucos meses antes da morte do príncipe-consorte.

Em março de 1861 a mãe de Vitória morreu a seu lado. Quando leu os documentos deixados por ela, ela compreendeu que a sua mãe a tinha amado profundamente; ficou destroçada e culpou Conroy e Lehzen por a terem afastado "maldosamente" da sua mãe. Para distrair a esposa durante este período de sofrimento intenso, Alberto substitui-a em grande parte dos seus deveres, apesar dele próprio estar doente com problemas crónicos no estômago. Em agosto, Vitória e Alberto visitaram o seu filho, o príncipe Eduardo de Gales, que estava a participar em manobras do exército em Dublin e passaram alguns dias em Killarney. Em novembro, Alberto ficou a saber de rumores de que Eduardo teria dormido com uma atriz na Irlanda. Horrorizado, Alberto foi até Cambridge, onde o seu filho estava a estudar, e confrontou-o. Em dezembro, Alberto estava muito mal. William Jenner diagnosticou-o com febre tifoide e o príncipe morreu no dia 14 de dezembro de 1861. Vitória ficou devastada. Culpou o seu filho pela morte do marido. Disse que Alberto tinha sido "morto por causa daquele assunto horrível". Entrou em luto e usou roupa preta pelo resto da vida. Evitou aparições públicas e raramente foi a Londres nos anos que se seguiram. O seu isolamento fez com que passasse a ser chamada de "viúva de Windsor".
O isolamento autoimposto por Vitória do público fez com que a sua popularidade diminuísse e encorajou o crescimento do movimento republicano. A rainha tratava dos seus assuntos de governo oficiais, mas escolheu ficar nas suas residências no Castelo de Windsor, Osborne House e a propriedade privada na Escócia, o Castelo de Balmoral, que tinha comprado com Alberto em 1847. Em março de 1864, um protestante colocou um cartaz nas grades do Palácio de Buckingham que dizia: "esta propriedade está à venda em consequência da falência do negócio do seu antigo ocupante". O seu tio Leopoldo escreveu-lhe para a aconselhar a aparecer em público. A rainha concordou em aparecer nos jardins da sociedade real de horticultura em Kensington e dar um passeio numa carruagem aberta por Londres.
Ao longo da década de 1860 Vitória começou a depender de um criado escocês, John Brown. Começaram a surgir rumores caluniosos de que os dois tinham uma relação e até de que se tinham casado em segredo e os jornais começaram a chamar a rainha de Mrs. Brown. A história da sua relação foi o tema principal do filme Mrs. Brown, de 1997, onde a rainha foi interpretada por Judi Dench. Existe também um quadro de Edwin Landseer que mostra a rainha e Brown e se encontra em exposição na Royal Academy e Vitória publicou um livro, "Leaves from the Journal of Our Life in the Highlands", que fala muito de Brown e no qual a rainha elogiou muito o seu criado.
Palmerston morreu em 1865 e, depois de um breve governo liderado por Russell, Derby voltou ao poder. Em 1866, Vitória esteve presente na abertura do parlamento pela primeira vez desde a morte de Alberto. No ano seguinte apoiou a aprovação da lei de reforma de 1867 que duplicava o número do eleitorado, estendendo o direito de voto a vários trabalhadores urbanos, embora a rainha fosse contra o direito de voto para mulheres. Derby demitiu-se em 1868, para ser substituído por Benjamin Disraeli que encantou a rainha. "Toda a gente gosta de elogios," disse ele, "e quando uma pessoa entra em contacto com a realeza, deve aplicá-los com uma pinça". Cumprimentava-a sempre com a frase "we authors, Ma'am", e elogiava-a. O governo de Disraeli durou apenas alguns meses e, no final do ano, o seu rival liberal, William Ewart Gladstone, foi nomeado primeiro-ministro. Vitória gostava muito menos dele e chegou-se mesmo a queixar que ele falava com ela como se fosse "uma reunião politica em vez de uma mulher".
Em 1870 o sentimento republicano britânico teve um ponto alto, alimentado pelo isolamento de Vitória e pela criação da Terceira República Francesa. Foi realizado um comício republicano em Trafalgar Square onde foi exigida a retirada de Vitória e vários membros radicais do governo discursaram contra ela. Em agosto e setembro de 1871, a rainha esteve gravemente doente com um abcesso no braço, que Joseph Lister conseguiu tratar com sucesso graças ao seu novo spray de ácido carbólico antisséptico. Em finais de novembro de 1871, no ponto mais alto do movimento republicano, o príncipe de Gales contraiu febre tifoide, a doença que tinha matado o seu pai, e Vitória temeu que o seu filho fosse morrer. À medida que se aproximava o décimo aniversário da morte do seu marido, a saúde de Eduardo parecia não dar sinais de melhoria e a preocupação de Vitória continuou. Para alegria de todos, Eduardo conseguiu sobreviver. Mãe e filho estiveram presentes numa parada pública em Londres e um grande serviço de ação de graças na Catedral de São Paulo no dia 27 de fevereiro de 1872 e o sentimento republicano começou a esmorecer.
No último dia de fevereiro de 1872, dois dias depois do serviço de ação de graças, Arthur O'Connor (sobrinho-neto de um deputado irlandês) apontou uma pistola sem balas à carruagem aberta de Vitória quando esta estava a atravessar os portões do Palácio de Buckingham. Brown, que estava ao lado da rainha, agarrou-o e o rapaz foi condenado a doze meses de prisão. Graças a este incidente, a popularidade da rainha aumentou ainda mais.

## Imperatriz da Índia

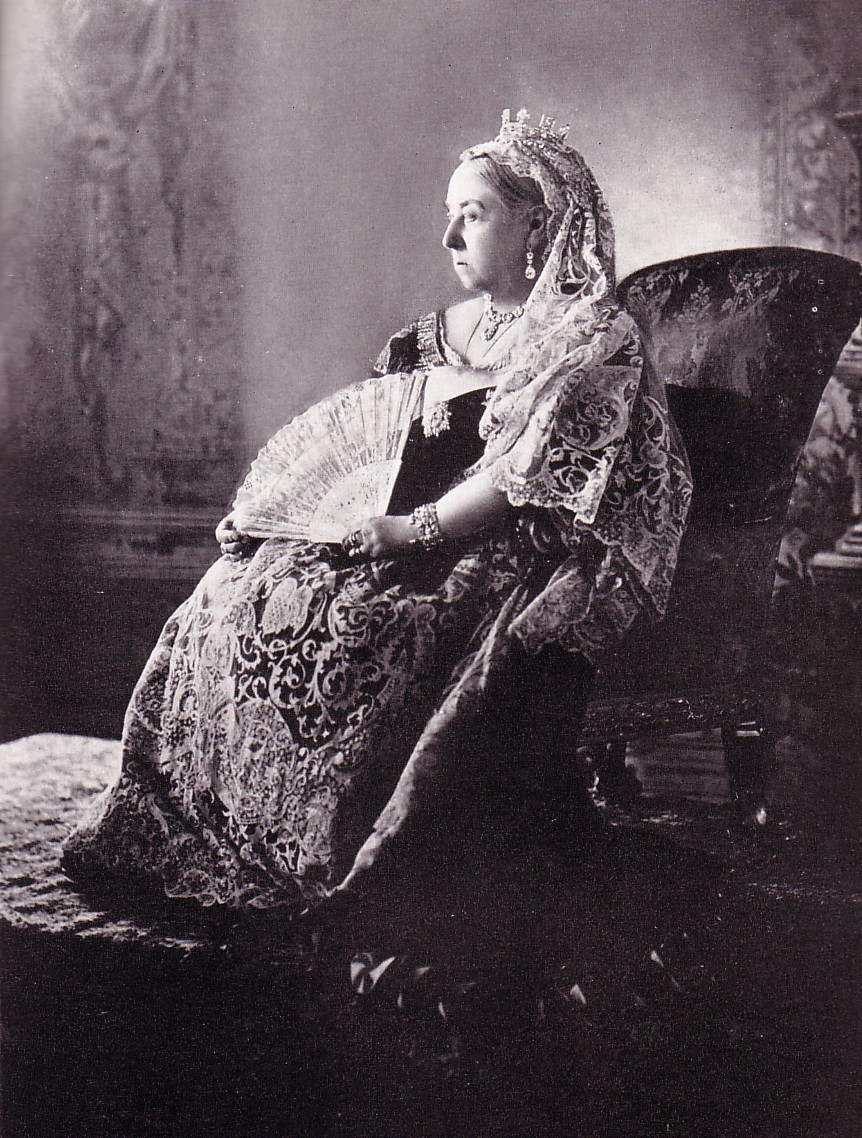
Vitória em 1897.

Após a revolta dos sipais, em 1857, a Companhia Britânica das Índias Orientais, que tinha vindo a governar grande parte da Índia, foi dissolvida e as possessões e protetorados britânicos no país foram incorporados formalmente no Império Britânico. A rainha tinha uma visão relativamente balançada sobre o conflito e condenou as atrocidades cometidas por ambos os lados. Escreveu sobre o seu "sentimento de horror e arrependimento pelo resultado desta guerra civil sangrenta", e insistiu, incentivada por Alberto, que devia ser anunciada uma proclamação oficial afirmando que a transferência de poder da companhia para o estado "devia mostrar um sentimento de generosidade, benevolência e tolerância religiosa". Por ordem da rainha uma referência que ameaçava a "diminuição de religiões nativas e costumes" foi substituída por uma passagem que garantia a liberdade religiosa.
Nas eleições de 1874, Disraeli voltou ao poder e o seu governo passou uma lei de regulação de culto público em 1874 que retirava os rituais católicos da liturgia anglicana, algo que Vitória apoiou. A rainha preferia missas curtas e simples e gostava mais da doutrina da igreja presbiteriana escocesa do que inglesa. Também foi este primeiro-ministro que fez passar a lei que deu o título de Imperatriz da Índia a Vitória no dia 1 de maio de 1876. O novo título foi proclamado no Delhi Durbar no dia 1 de janeiro de 1877.
Em 14 de dezembro de 1878, aniversário da morte de Alberto, a segunda filha de Vitória, a princesa Alice, que se tinha casado com o grão-duque Luís IV de Hesse, morreu de difteria em Darmstadt. Vitória achou que a coincidência das datas era "quase incrível e muito misteriosa". Em maio de 1879, tornou-se bisavó pela primeira vez aquando do nascimento da princesa Teodora de Saxe-Meiningen, filha da sua neta Carlota da Prússia, e completou o seu "pobre e triste 60.º aniversário". Sentia-se "velha" pela "perda da minha querida filha".
Entre abril de 1877 e fevereiro de 1878, Vitória ameaçou que ia abdicar do trono cinco vezes quando estava a pressionar Disraeli a condenar a Rússia pelas suas ações na Guerra Russo-Turca, mas as suas ameaças não tiveram qualquer impacto nem acabaram com o Congresso de Berlim. A política estrangeira expansionista de Disraeli, que Vitória apoiava, levou a conflitos como a Guerra Anglo-Zulu e a Segunda Guerra Anglo-Afegã. "Se quisermos manter a nossa posição como uma grande potência", escreveu a rainha, "temos de estar preparados para ataques e guerras, num lugar ou outro, CONTINUAMENTE". Vitória via a expansão do Império Britânico como civilizacional e beneficial, protegendo os povos nativos das potências mais agressivas ou de governantes cruéis: "Não é nosso costume anexar países," disse ela, "a não ser que sejamos obrigados e forçados a fazê-lo". Para desalento de Vitória, Disraeli perdeu as eleições de 1880 e Gladstone voltou ao poder como primeiro-ministro. Quando Disraeli morreu no ano seguinte, Vitória chorou e mandou erguer uma placa na sua sepultura dizendo: "colocada pela sua muito grata soberana e amiga, Vitória R.I.".

## Últimos anos

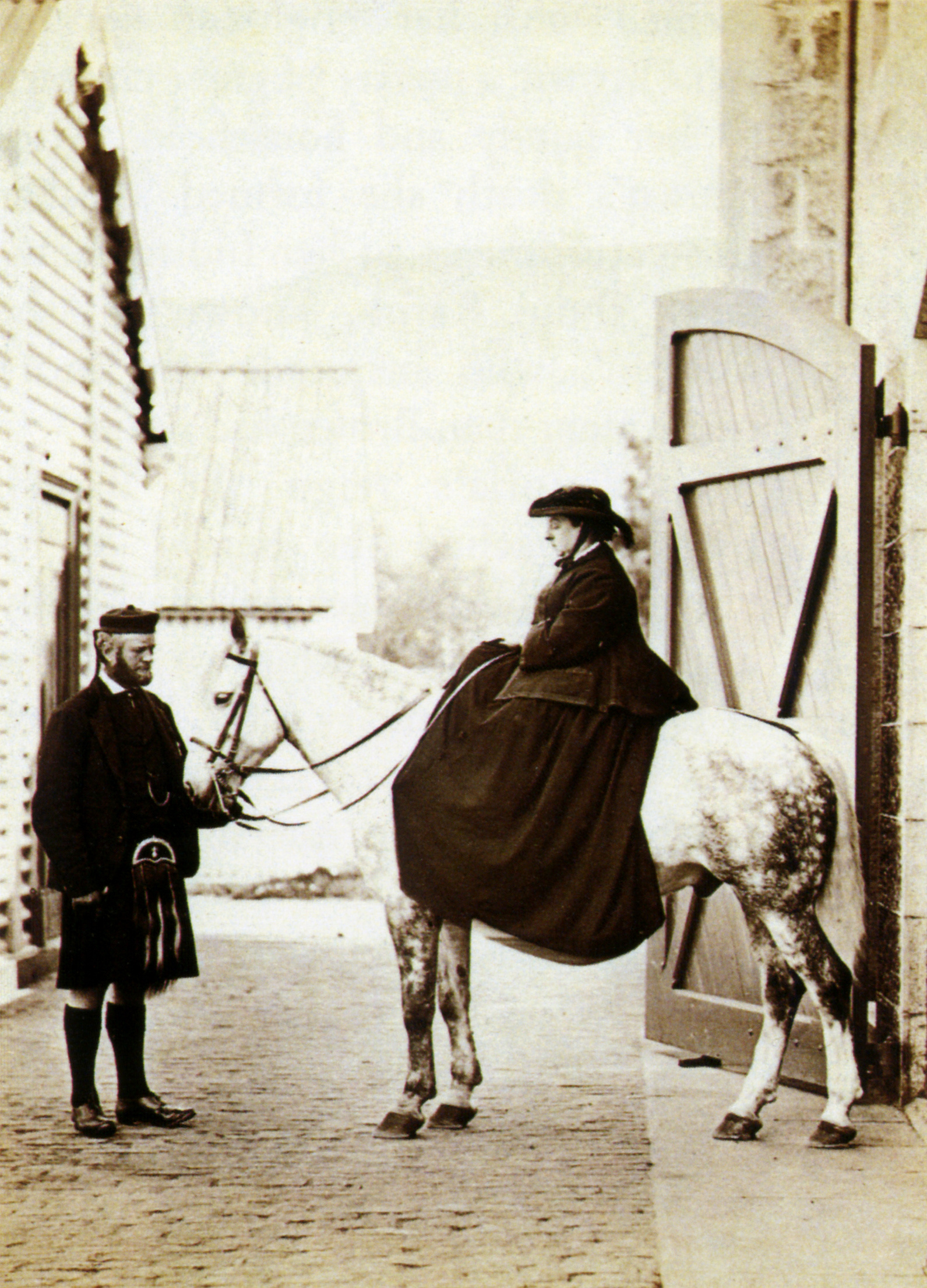
Vitória a cavalo com o seu criado John Brown.

No dia 2 de março de 1882 Roderick Maclean, um poeta reconhecido que teria ficado ofendido por Vitória se ter recusado a receber um dos seus poemas, disparou contra a rainha quando a sua carruagem estava a deixar a estação de comboios de Windsor. Dois estudantes de Eton College bateram-lhe com os seus guarda-chuvas até o poeta ser detido pela polícia. Vitória ficou furiosa quando Maclean foi ilibado por insanidade, mas ficou tão feliz com as demonstrações de lealdade depois do ataque que disse que "valeu a pena ser alvejada só para ver como uma pessoa é amada".
Em 17 de março de 1883 Vitória caiu alguns degraus em Windsor, o que a deixou presa a uma cadeira-de-rodas até julho. A rainha nunca recuperou completamente desta queda e sofreu de reumatismo até ao fim da sua vida. John Brown morreu dez dias depois do acidente e, para consternação do seu secretário privado, Sir Henry Ponsonby, a rainha começou a trabalhar numa biografia laudatória do seu fiel criado. Ponsonby e Randall Davidson, decano de Windsor, que tinham visto os primeiros esboços, aconselharam Vitória a não publicar o trabalho, afirmando que iria causar rumores de que os dois tinham tido um caso amoroso. O manuscrito foi destruído. No início de 1884 Vitória publicou o livro "More Leaves from a Journal of a Life in the Highlands", uma sequela do seu primeiro livro, que dedicou ao seu "criado pessoal devoto e fiel amigo, John Brown". Um dia depois do primeiro aniversário da morte de Brown, Vitória soube através de um telegrama que o seu filho mais novo, Leopoldo, tinha morrido em Cannes, vitima de um ataque de hemofilia. Vitória lamentou a morte daquele que era "o mais querido dos meus filhos". No mês seguinte, a filha mais nova de Vitória, Beatriz, conheceu e apaixonou-se pelo príncipe Henrique de Battenberg no casamento da sua sobrinha, a princesa Vitória de Hesse e do Reno, com o irmão mais velho de Henrique, Luís de Battenberg. Beatriz e Henrique queriam casar-se, mas a princípio Vitória foi contra a união, uma vez que queria manter Beatriz em casa para lhe fazer companhia. Um ano depois acabou por ser derrotada e Henrique e Beatriz prometeram que continuariam a viver por perto e a fazer-lhe companhia.
Vitória ficou feliz quando Gladstone se demitiu em 1885, depois do seu orçamento ser derrotado. A rainha achava que o seu governo tinha sido "o pior que alguma vez tive", e culpava o antigo primeiro-ministro pela morte do general Gordon em Cartum. Gladstone foi substituído por Lorde Salisbury. No entanto, o governo deste durou apenas alguns meses e Vitória foi obrigada a chamar novamente Gladstone a quem se referia como sendo "meio maluco e, na verdade, não passa de um homenzinho ridículo de muitas maneiras". Gladstone tentou fazer passar uma lei que dava à Irlanda um governo próprio, mas, para alegria de Vitória, esta foi reprovada. Nas eleições seguintes, o governo de Gladstone perdeu para o de Salisbury e o poder voltou a mudar de mãos.

### Jubileu de ouro

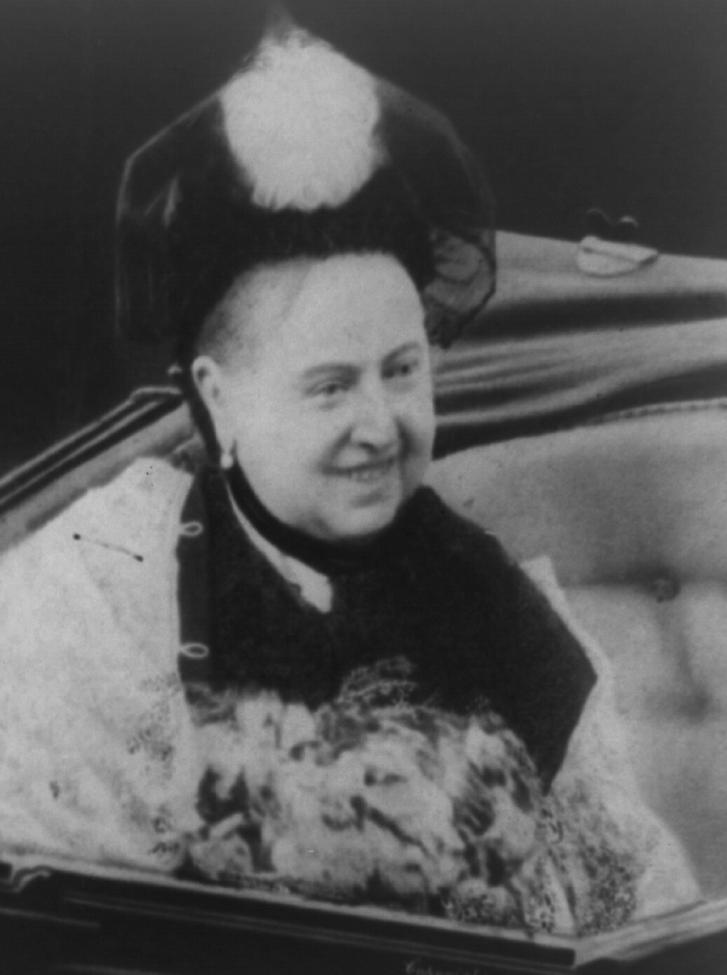
Vitória no seu Jubileu de Ouro.

Em 1887 o Império Britânico celebrou o Jubileu de Ouro do reinado de Vitória. A rainha marcou o 50.º aniversário da sua subida ao trono no dia 20 de junho com um banquete no qual estiveram presentes cinquenta reis e príncipes. No dia seguinte participou numa procissão que, nas palavras de Mark Twain, "se estendia além do limite da visão de ambos os lados" e esteve presente numa missa de acção de graças na Abadia de Westminster. Nesta altura, Vitória era novamente extremamente popular. Dois dias depois, no dia 23 de junho, contratou dois indianos muçulmanos para serem seus criados. Um deles, Abdul Karim, foi promovido pouco depois a "Munshi": ensinou à rainha Hindi-Urdu e agiu como seu escriturário. A família e os criados da rainha ficaram horrorizados, acusando Abdul Karim de ser um espião da Liga Patriótica Muçulmana e tentaram colocar a rainha contra hindus. Equerry Frederick Ponsonby (filho de Sir Henry, o secretário da rainha), descobriu que Karim tinha mentido sobre os seus pais e disse a Lorde Elgin, vice-rei da Índia, "o indiano ocupa a mesma posição que ocupava John Brown". Vitória ignorou as queixas, considerando que não passavam de racismo. Abdul Karim ficou com a rainha até à sua morte, sendo depois enviado de volta para a Índia com uma pensão.
A filha mais velha de Vitória tornou-se imperatriz-consorte da Alemanha em 1888, mas ficou viúva menos de três meses depois e o seu neto, Guilherme, tornou-se imperador da Alemanha com o nome Guilherme II. Com o reinado de Guilherme, as esperanças de Vitória e Alberto para a liberalização da Alemanha não foram cumpridas, visto que este acreditava na autocracia. Vitória achava que o seu neto tinha "pouco coração ou Zartgefühl (tacto) e (...) a sua consciência e inteligência foram completamente deformadas".
Gladstone regressou ao poder, com mais de oitenta e dois anos de idade, após as eleições de 1892. Vitória foi contra a decisão deste de nomear o deputado radical Henry Labouchere para o governo e, por isso, Gladstone não o fez. Em 1894, Gladstone reformou-se e, sem consultar o primeiro-ministro de saída, Vitória nomeou Lorde Rosebery como seu substituto. O seu governo foi fraco e no ano seguinte foi substituído por Lorde Salisbury. Salisbury foi o seu último primeiro-ministro e manteve-se em funções até à morte desta.

### Jubileu de diamante

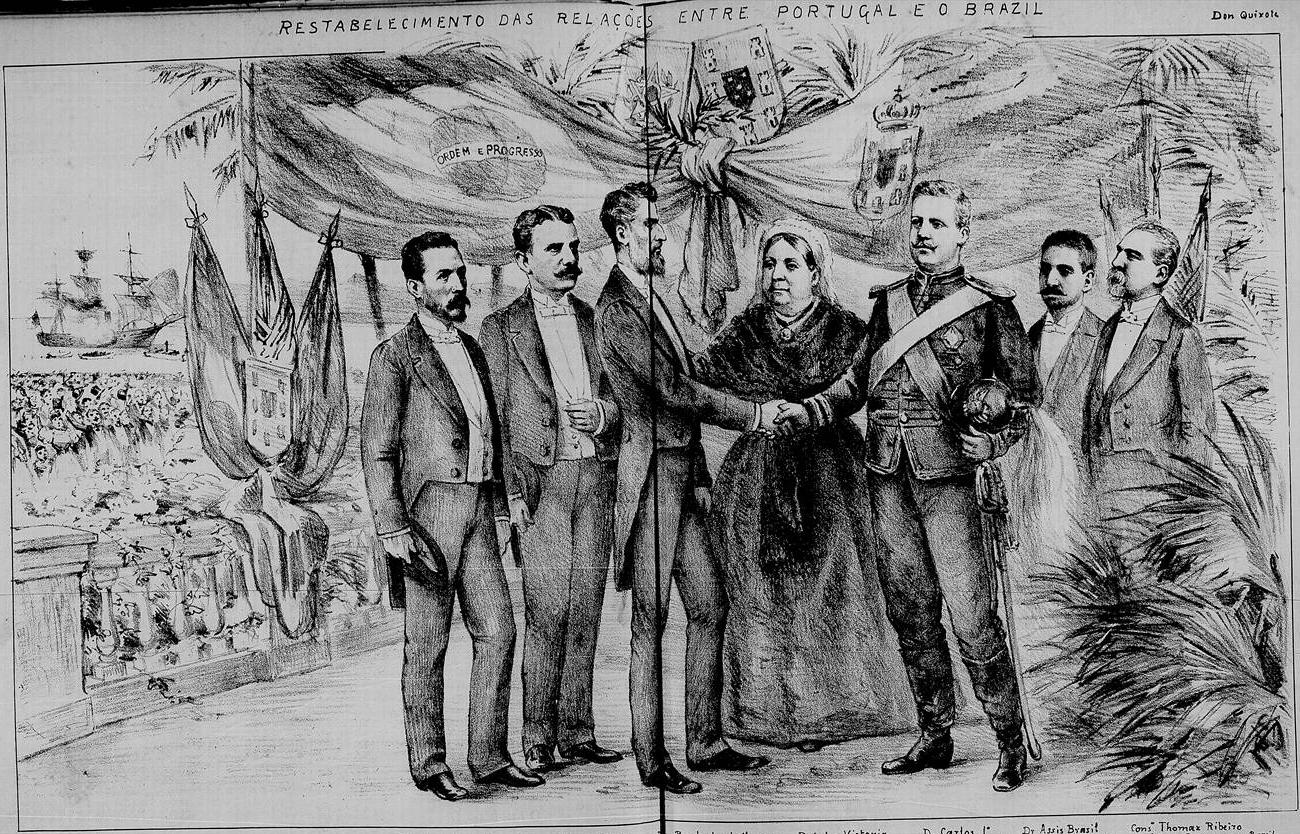
Restabelecimento das relações entre Portugal e o Brasil. A Rainha Vitória é a figura ao centro.

No dia 23 de setembro de 1896, Vitória ultrapassou o seu avô, Jorge III, como o monarca que reinara por mais tempo na história do Reino Unido. A rainha pediu que as celebrações fossem adiadas até 1897 para coincidirem com o seu Jubileu de Diamante, para o qual foi feito um festival do Império Britânico, uma sugestão dada pelo secretário colonial Joseph Chamberlain.
Todos os primeiros-ministros de todas as colónias com governo próprio foram convidados e a procissão do Jubileu de Diamante que percorreu Londres incluiu tropas de todo o império. A parada fez uma pausa para uma missa ao ar-livre de ação de graças que aconteceu junto à Catedral de São Paulo, durante o qual Vitória ficou sentada na sua carruagem aberta. A celebração ficou marcada por grandes demonstrações de afeto à rainha septuagenária.
Vitória visitava o continente muitas vezes para as suas férias. Em 1889, quando estava em Biarritz, na França, tornou-se na primeira rainha reinante do Reino Unido a visitar a Espanha quando atravessou a fronteira para uma breve visita. Em abril de 1900, a Segunda Guerra dos Bôeres estava a ser tão mal-recebida pelo continente europeu que a sua viagem anual a França foi desaconselhada. Em vez disso, Vitória foi até a Irlanda pela primeira vez desde 1861, em parte para agradecer a contribuição dos regimentos irlandeses na África do Sul. Em julho, o seu segundo filho, Alfredo, morreu: "Meu Deus! O meu querido e pobre Affie também morreu", escreveu ela no seu diário. "É um ano horrível, não acontece mais nada a não ser tristeza e horrores de uma maneira ou de outra".

## Morte e sucessão

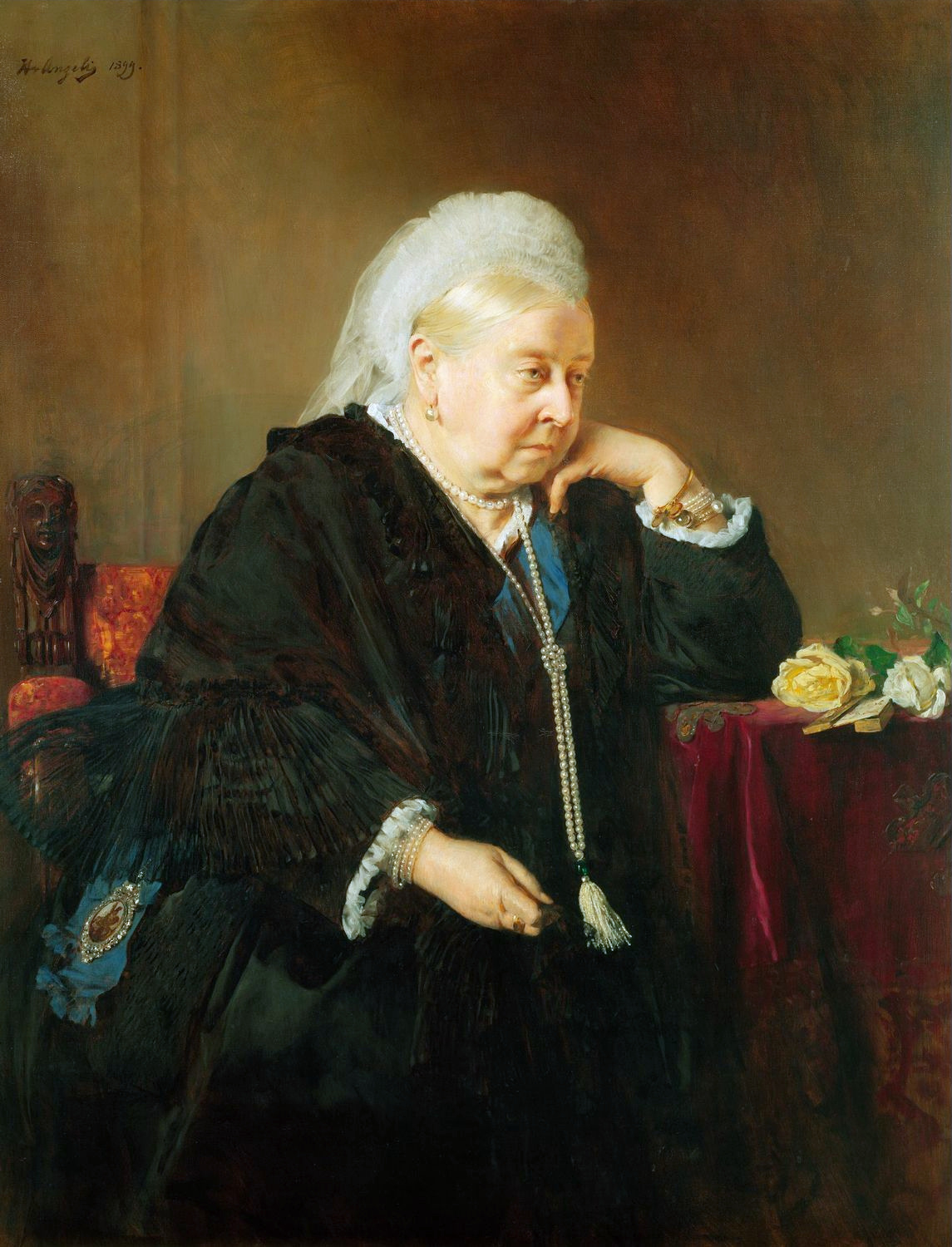
Vitória por Heinrich von Angeli.

Seguindo um costume que manteve ao longo de sua viuvez, Vitória passou o Natal de 1900 na Osborne House, na Ilha de Wight. O reumatismo nas suas pernas impedia-a de andar e a sua visão estava muito afetada por cataratas. Ao longo do início de janeiro, sentia-se "fraca e mal", e em meados do mês escreveu no seu diário para dizer que se sentia "sonolenta (...) tonta [e] confusa". Morreu lá, devido à degradação da sua saúde, na terça-feira, dia 22 de janeiro de 1901, às seis e meia da noite, com 81 anos de idade. No leito da sua morte, ela estava acompanhada do filho, o futuro rei Eduardo VII, e seu neto mais velho, o imperador Guilherme II.
Em 1897, Vitória tinha escrito as instruções para o seu funeral, que queria que fosse militar, já que ela era filha de um soldado e chefe do exército, e a cor dominante seria o branco e não o preto. No dia 25 de janeiro, o rei Eduardo VII, o kaiser Guilherme II e o príncipe Artur, Duque de Connaught e Strathearn, ajudaram a levar o caixão. A rainha estava vestida de branco e com o seu véu de casamento. A seu pedido foram também colocadas várias fotografias e objetos da sua numerosa família e criados no caixão pelo médico e pelas criadas que a vestiram. Uma das camisas de dormir de Alberto foi colocada a seu lado, juntamente com um molde de gesso da sua mão e uma fotografia e madeixa de cabelo de John Brown foram escondidos do lado esquerdo, debaixo de um ramo de flores. Várias joias foram enterradas com Vitória, incluindo a aliança da mãe de John Brown que este lhe tinha dado em 1883. O seu funeral realizou-se no Sábado, dia 2 de Fevereiro de 1901, na Capela de São Jorge, no Castelo de Windsor e, depois de dois dias de velório, foi enterrada junto de Alberto no Mausoléu de Frogmore, no Grande Parque de Windsor. No momento do enterro, começou a nevar.
Vitória já reinava há 63 anos, sete meses e dois dias, o mais longo reinado de uma monarca britânico até então, tendo ultrapassado o seu avô, Jorge III. A morte de Vitória pôs fim ao poder da Casa de Hanôver no Reino Unido. Como o marido dela pertencia à Casa de Saxe-Coburgo-Gota, seu filho e herdeiro Eduardo VII foi o primeiro monarca britânico desta nova casa.

## Legado

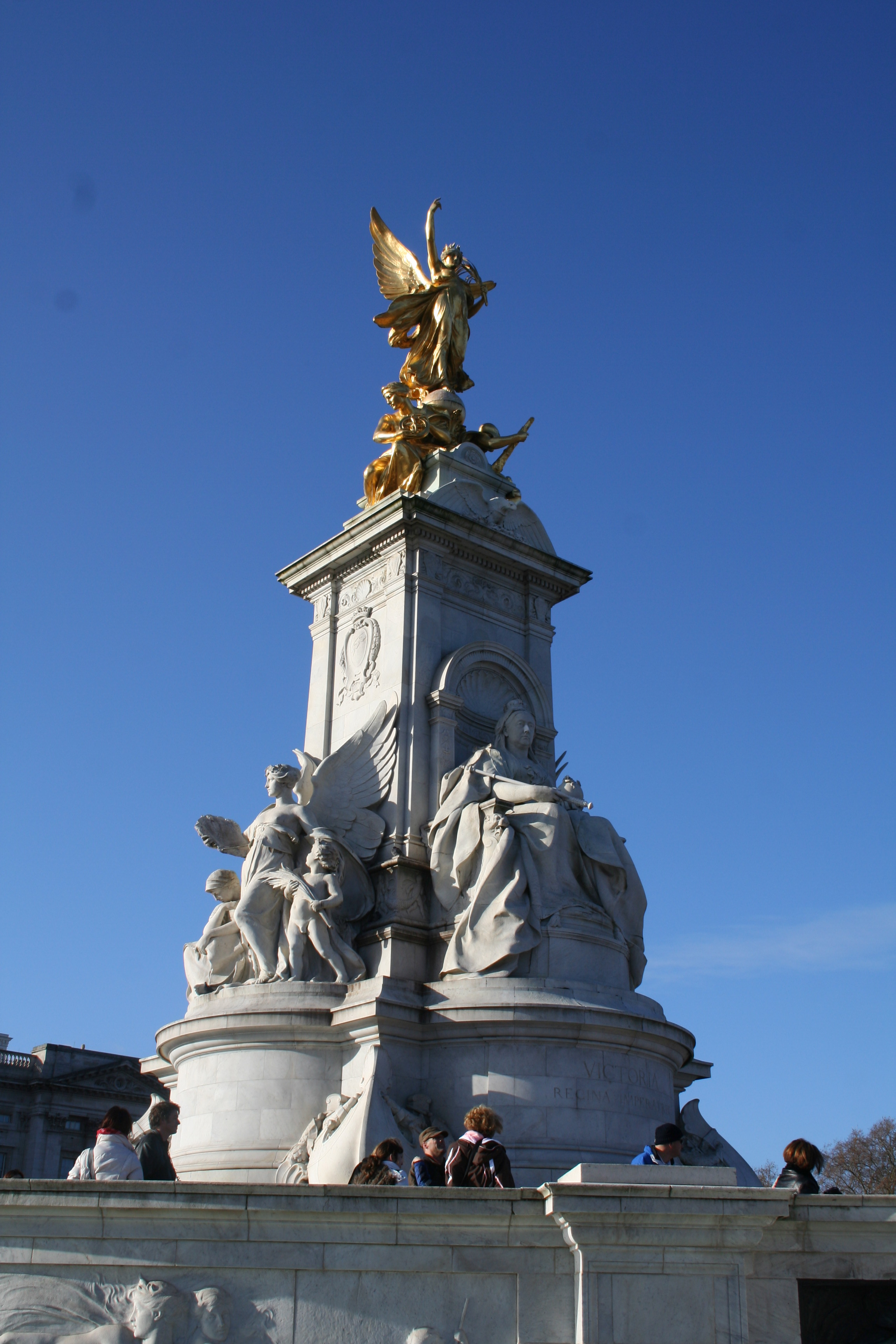
Victoria Memorial em Londres.

Segundo seu biógrafo Giles St. Aubyn, Vitória escreveu uma média de 2500 palavras por dia durante sua vida adulta. Desde julho de 1832 até pouco antes da sua morte, escreveu em diários frequentemente, reunindo um total de 122 volumes. Depois da morte de Vitória, sua filha Beatriz foi nomeada sua executora literária. A filha mais nova da rainha transcreveu e editou os diários a partir da sua ascensão ao trono e queimou os originais no processo. Apesar desta destruição, muitos dos diários ainda existem. Além da cópia editada de Beatriz, Lorde Esher transcreveu dois volumes de 1832 a 1861 antes de Beatriz os destruir. Parte da extensa correspondência de Vitória foi publicada em vários volumes de diferentes autores.
Vitória era fisicamente desproporcional - era corpulenta, deselegante e não tinha mais de metro e meio, mas teve sucesso em projetar uma grande imagem. Foi pouco popular durante os primeiros anos da sua viuvez, mas foi muito amada durante as décadas de 1880 e 1890, quando representou em si a figura do império como uma figura matriarcal benevolente. Só depois dos seus diários e cartas serem revelados ao público é que a sua verdadeira influência política foi conhecida. Biografias da rainha escritas antes deste material ser revelado, tal como a de Lytton Strachey, de 1921, são consideradas ultrapassadas. As muitas biografias publicadas até hoje concluem que Vitória era emocional, obstinada, honesta e frontal.
Ao longo do reinado de Vitória, o estabelecimento gradual de uma monarquia constitucional moderna na Grã-Bretanha continuou. As reformas no sistema de votos aumentou o poder do parlamento, prejudicando nobres e a monarquia. Em 1867, Walter Bagehot escreveu que o monarca apenas mantinha "o direito de ser consultado, o direito de encorajar e o direito de avisar". À medida que a monarquia de Vitória se tornava mais simbólica que política, começou a dar cada vez mais importância à moralidade e aos valores familiares, ao contrário dos escândalos sexuais, financeiros e pessoais que tinham sido associados com os membros anteriores da Casa de Hanôver, que tinham desacreditado a monarquia. O conceito de "monarquia familiar", com o qual as classes médias se podiam identificar, foi fortalecido.
Os laços que Vitória tinha com as famílias reais europeias valeram-lhe a alcunha de "a avó da Europa". Vitória e Alberto tiveram quarenta e dois netos. Os seus descendentes incluem a rainha Isabel II, o príncipe Filipe, o rei Haroldo V da Noruega, o rei Carlos XVI Gustavo da Suécia, a rainha Margarida II da Dinamarca e a sua irmã, a princesa Ana Maria, ex-Rainha da Grécia, o rei emérito Juan Carlos de Espanha e a sua esposa, a rainha emérita Sofia da Espanha (e o filho destes, o rei Filipe VI da Espanha), o ex-Rei da Grécia, Constantino II e o ex-Rei da Romênia, Miguel I.

## Cultura popular
A rainha Vitória foi já retratada em vários filmes, livros, revistas e outras publicações. O primeiro filme de sucesso sobre Vitória foi Victoria, the Great, realizado e produzido por Herbert Wilcox, tinha como atriz principal a britânica Anna Neagle. O filme estreou em 1937, ano de coroação do bisneto de Vitória, o rei Jorge VI, e serviu para comemorar o centenário da coroação da rainha em 1837. Teve tanto sucesso que, no ano seguinte, estreou a sua sequela, intitulada Sixty Glorious Years.
Outro filme de grande sucesso sobre a vida de Vitória estreou em 1950, The Mudlark, tinha Irene Dunne como protagonista e era uma versão alternativa aos anos de luto da rainha. Em 1997, Judi Dench e Billy Connolly protagonizaram o filme Mrs. Brown sobre a relação da rainha com o seu criado escocês, John Brown. O filme foi muito aclamado pela crítica e valeu uma nomeação para o Óscar de Melhor Atriz a Dench. Em 2001 a BBC estreou uma série de dois episódios intitulada Victoria & Albert, protagonizada por Victoria Hamilton e Jonathan Firth (irmão do actor Colin Firth) que retratava a vida de Vitória desde a sua infância até à morte de Alberto em 1861.
Em 2009, Emily Blunt e Rupert Friend protagonizaram o filme The Young Victoria, uma versão romantizada da vida do casal real que foi bem recebida pela crítica e recebeu várias nomeações para os Óscares e para os Globos de Ouro, incluindo Melhor Actriz Dramática (nos Globos de Ouro) para Emily Blunt, Melhor Direcção Artística, Maquilhagem e Guarda-roupa, conquistando o Óscar nesta categoria.
Em 2016, o canal ITV começou a exibir a série Victoria, onde Jenna Coleman interpreta Victoria.
O grupo de humor britânico, Monty Python, utilizou a figura da rainha Vitória em vários dos seus sketches, incluindo The Queen Victoria Sketch, no qual a rainha e o seu primeiro-ministro, Lorde Gladstone pregam várias partidas um ao outro numa espécie de filme mudo, Queen Victoria Handicap, uma corrida de cães em que estes são substituídos por rainhas vitórias ou The Queen, onde Michael Palin interpreta uma rainha que fala com sotaque alemão, tem dificuldades em expressar-se em inglês e leva o caixão do marido para todo o lado. A rainha também foi utilizada pelo ator Rowan Atkinson no especial de Natal da série "Blackadder", intitulado "Blackadder's Christmas Carol", transmitido a 23 de dezembro de 1988. Neste episódio, inspirado no livro "Um Conto de Natal" de Charles Dickens, Vitória, interpretada por Miriam Margolyes, e o príncipe Alberto, interpretado por Jim Broadbent, tentam recompensar Blackadder pelas suas boas ações.

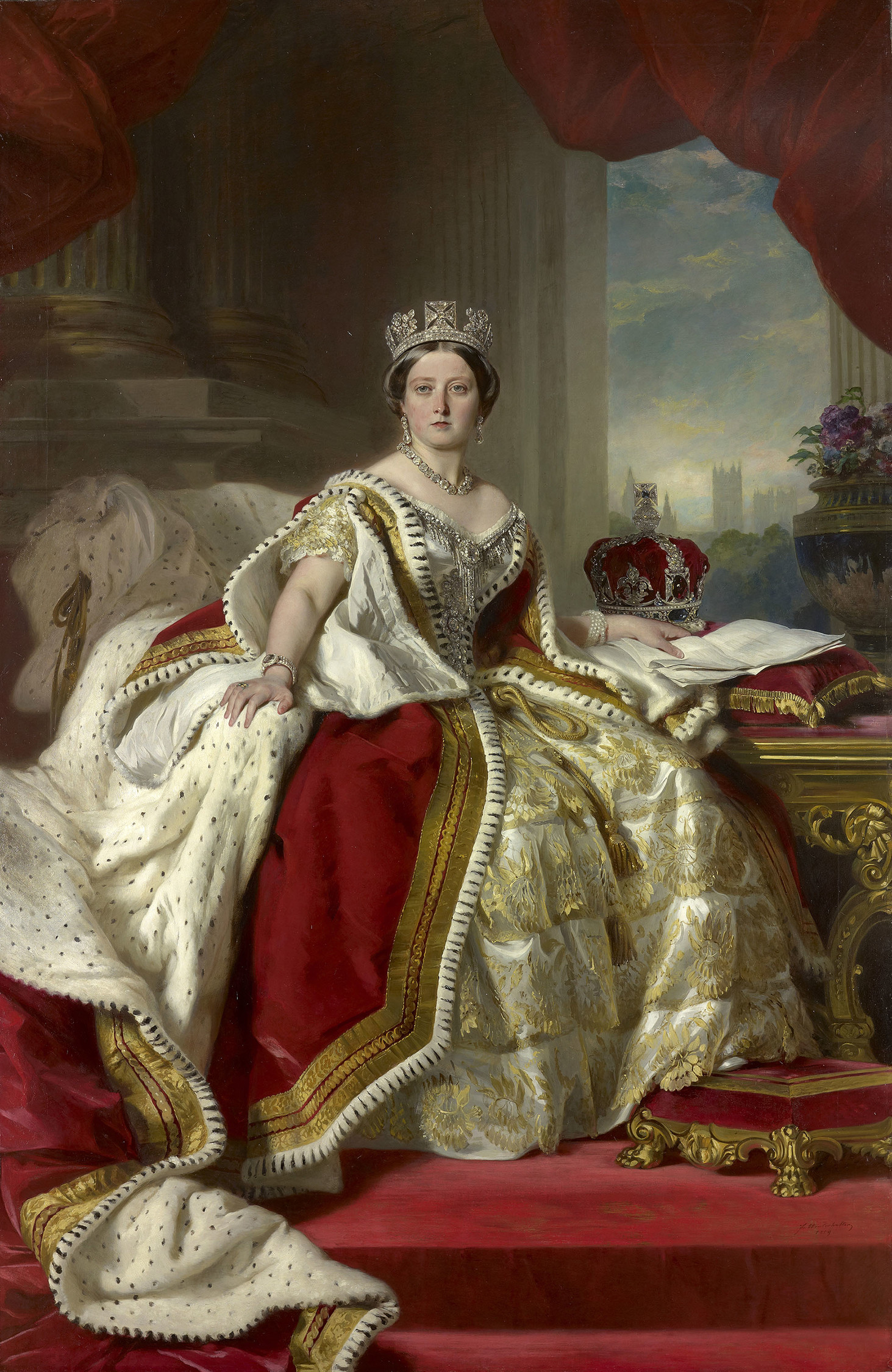
Rainha Vitória.

Televisão
| Ano           | Título            | Atriz             | Notas |
| ------------- | ----------------- | ----------------- | ----- |
| 2016-presente | Victoria          | Jenna Coleman     |       |
| 2006          | Doctor Who        | Pauline Collins   |       |
| 2001          | Victoria & Albert | Victoria Hamilton |       |

Cinema
| Ano  | Título                                             | Atriz           | Direção          |
| ---- | -------------------------------------------------- | --------------- | ---------------- |
| 2017 | Victoria & Abdul                                   | Judi Dench      | Stephen Frears   |
| 2012 | Piratas Pirados                                    | Imelda Staunton | Peter Lord       |
| 2009 | The Young Victoria                                 | Emily Blunt     | Jean-Marc Vallée |
| 2004 | A volta ao mundo em 80 dias uma aposta muito louca | Kathy Bathes    | Frank Coraci     |
| 2003 | Bater ou correr em Londres                         | Gemma Jones     | David Dobkin     |
| 1997 | Mrs Brown                                          | Judi Dench      | John Madden      |
| 1954 | Os Jovens Anos de uma Rainha                       | Romy Schneider  | Ernst Marischka  |
| 1950 | The Mudlark                                        | Irene Dunne     | Jean Negulesco   |
| 1938 | Sixty Glorious Years                               | Anna Neagle     | Herbert Wilcox   |
| 1937 | Victoria, the Great                                | Anna Neagle     | Herbert Wilcox   |

## Títulos, estilos, honras e brasões

### Títulos e estilos
- 24 de maio de 1819 – 20 de junho de 1837: "Sua Alteza Real, a Princesa Alexandrina Vitória de Kent"
- 20 de junho de 1837 – 22 de janeiro de 1901: "Sua Majestade, a Rainha"
  - na Índia: 1 de maio de 1876 – 22 de janeiro de 1901: "Sua Majestade Imperial, a Rainha-Imperatriz"

Ao final de seu reinado, seu título e estilo completo como rainha era: "Vitória, pela Graça de Deus, do Reino Unido da Grã-Bretanha e Irlanda, Rainha, Defensora da Fé, Imperatriz da Índia".

### Honras
Britânicas
- 1826: Ordem da Família Real do Rei Jorge IV[227]
- 25 de junho de 1861: Ordem da Estrela da Índia[228]
- 10 de fevereiro de 1862: Ordem de Vitória e Alberto[229]
- 1 de janeiro de 1878: Ordem da Coroa da Índia[230]
- 27 de abril de 1883: Real Cruz Vermelha[231]
- 6 de novembro de 1886: Ordem de Serviços Distintos[232]
- 1887: Royal Society[233]
- 23 de abril de 1896: Real Ordem Vitoriana[234]

Estrangeiras
- 21 de dezembro de 1833:  Ordem de Maria Luísa[235]
- 23 de fevereiro de 1836:  Ordem da Rainha Santa Isabel[236]
- junho de 1837:  Ordem de Santa Catarina[237]
- 1857:  Ordem de Luísa[238]
- 1862:  Ordem do Leão de Ouro[238]
- 1872:  Ordem de Pedro Primeiro[239]
- Império Persa[240]
  - 20 de junho 1873: Ordem do Sol
  - 20 de junho 1873: Ordem do Augusto Retrato
- Sião
  - 1880: Ordem do Elefante Branco[241]
  - 1887: Ordem da Casa Real de Chakri[242]
- julho de 1881:  Ordem de Kamehameha Primeiro[243]
- Reino da Sérvia[244][245]
  - 1882: Ordem da Cruz de Takovo
  - 1883: Ordem da Águia Branca
  - 1897: Ordem de São Sava
- 1887:  Ordem da Cruz Vermelha Búlgara[246]
- 22 de junho de 1897:  Ordem do Selo de Salomão[247][248]
- 1897:  Ordem do Ordem do Príncipe Danilo Primeiro[249]
- 1899:  Medalha de Prata Comemorativa do Casamento do Duque Alfredo e da Duquesa Maria[250]

### Brasões
Como princesa, Vitória não tinha nenhum brasão. Como soberana, usava o brasão real de armas do Reino Unido: esquatrelado, I e IV goles, três leões passant guardant or em pala (pela Inglaterra); II or, um leão rampant dentro de um treassure flory-contra-flory goles (pela Escócia); III Azure, uma harpa or com cordas argento (pela Irlanda). Na Escócia, os quarteis I e IV eram ocupados pelo leão escocês, e o quartel II pelos leões ingleses. Os timbres, lemas e suportes também eram diferentes na Escócia.
| Brasão de Vitória como Rainha do Reino Unido | Brasão de Vitória na Escócia |

## Descendência

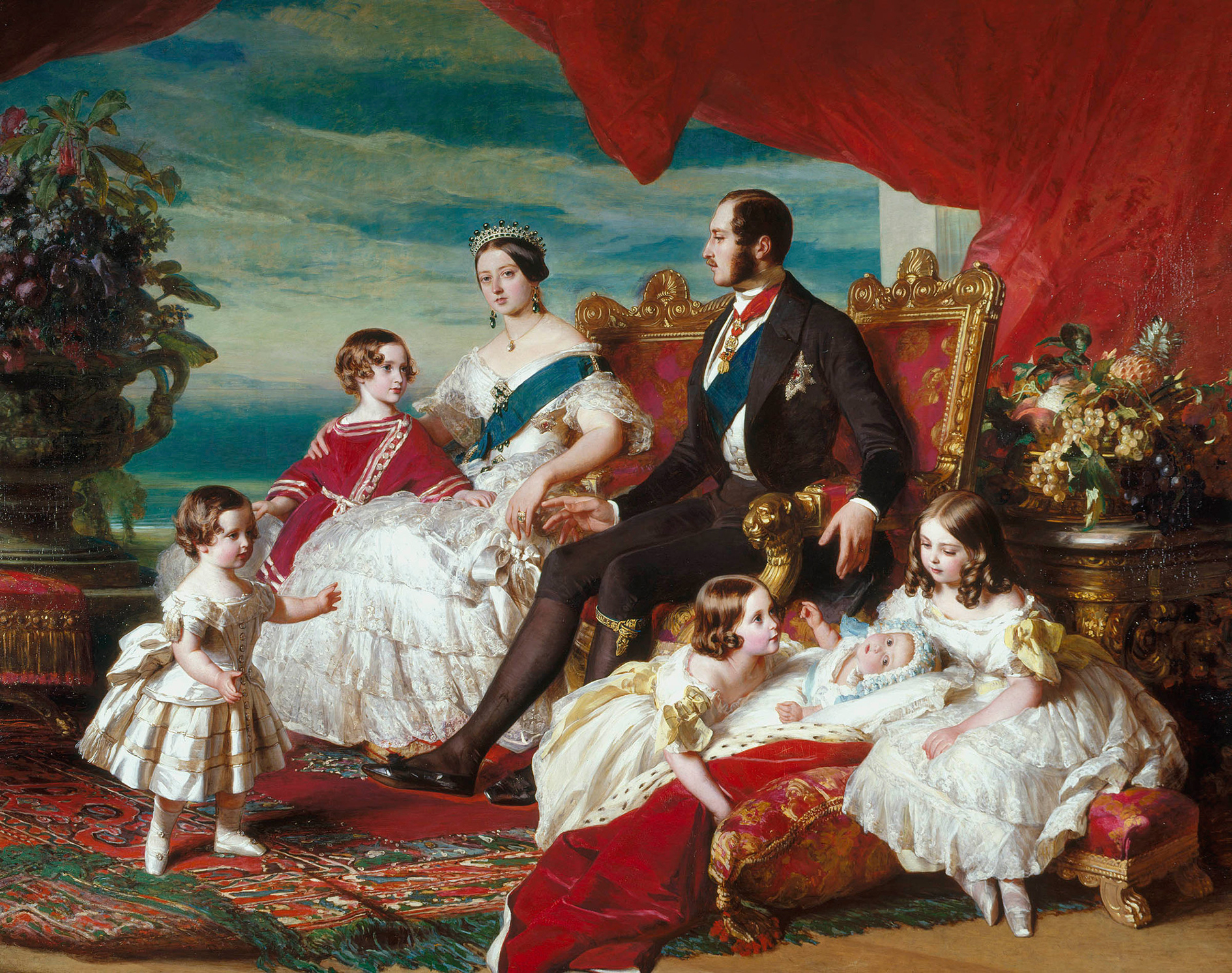
A família de Vitória e Alberto em 1846 por Franz Xaver Winterhalter. Da esquerda para a direita: o príncipe Alfredo e o Príncipe de Gales; a rainha Vitória e o príncipe Alberto; as princesas Alice, Helena e a Princesa Real.

|  | Nome                                   | Nascimento             | Morte                  | Consorte (datas de nascimento e morte) filhos |
|  | Vitória, Princesa Real                 | 21 de novembro de 1840 | 5 de agosto de 1901    | Casada em 25 de janeiro de 1858, Frederico III da Alemanha, com descendência (Guilherme II da Alemanha, Carlota, Henrique, Segismundo, Vitória, Waldemar, Sofia e Margarida) |
|  | Eduardo VII do Reino Unido             | 9 de novembro de 1841  | 6 de maio de 1910      | Casado em 10 de março de 1863, Alexandra da Dinamarca; com descendência (Alberto Vitor, Jorge V, Luísa, Vitória Alexandra, Maud e Alexandre João)                            |
|  | Alice do Reino Unido                   | 25 de abril de 1843    | 14 de dezembro de 1878 | Casada em 1º de julho de 1862, Luís IV, Grão-Duque de Hesse e Reno; com descendência (Vitória, Isabel, Irene, Ernesto Luís, Frederico, Alice e Maria)                        |
|  | Alfredo, Duque de Saxe-Coburgo-Gota    | 6 de agosto de 1844    | 31 de julho de 1900    | Casado em 23 de janeiro de 1874, Maria Alexandrovna da Rússia; com descendência (Alfredo, Maria, Vitória Melita, Alexandra e Beatriz)                                        |
|  | Helena do Reino Unido                  | 25 de maio de 1846     | 9 de junho de 1923     | Casada em 5 de julho de 1866, Cristiano de Eslésvico-Holsácia; com descendência (Cristiano Vitor, Alberto, Helena Vitória, Maria Luísa e Haroldo)                            |
|  | Luísa do Reino Unido                   | 18 de março de 1848    | 3 de dezembro de 1939  | Casada em 21 de março de 1871, John Campbell, 9.º Duque de Argyll; sem descendência                                                                                          |
|  | Artur, Duque de Connaught e Strathearn | 1 de maio de 1850      | 16 de janeiro de 1942  | Casado em 13 de março de 1879, Luísa Margarida da Prússia (1860–1917); com descendência (Margarida, Artur e Patrícia).                                                       |
|  | Leopoldo, Duque de Albany              | 7 de abril de 1853     | 28 de março 1884       | Casado em 27 de abril de 1882, Helena de Waldeck-Pyrmont; com descendência (Alice e Carlos Eduardo).                                                                         |
|  | Beatriz do Reino Unido                 | 14 de abril de 1857    | 26 de outubro de 1944  | Casada em 23 de julho de 1885, Henrique de Battenberg; com descendência (Alexandre, Vitória Eugênia, Leopoldo e Maurício).                                                   |